# Geschichte der Videospiele 2010–2019
Nachfolgend die wichtigsten Daten zur Computer- und Videospielgeschichte von 2010 bis 2019. Das Jahrzehnt zeichnet sich durch Technologien wie Mobile Gaming, Virtual Reality, Cloud Gaming, mehr Online-Funktionen und der Verbreitung von Gaming-Inhalten durch Webvideos und Streaming Media aus.

## Plattformen

### Arcade
Arcade-Spiele erschienen zwar weiterhin, spielten in Deutschland aber eher eine untergeordnete Rolle. Der Trend ging auch hier zu den Tanz- und Musikspielen sowie zu aufwendigeren Multiplayer-Großgeräten. Nach wie vor beliebt waren Survival Horror, Gesellschafts-, Sport- und Rennspiele. Neu hinzugekommen sind Virtual-Reality-Arcade-Centren, wo Spiele in der virtuellen Realität gespielt werden und oft spezielle Ausrüstung zur Steuerung und Wahrnehmung dafür zur Verfügung gestellt wird.

### Konsolen und Handhelds

#### Neue Technologien und Leistungen der Spielekonsolen
Die siebte Generation von Spielekonsolen kam Mitte der 2000er-Jahre mit der Veröffentlichung der Xbox 360, PlayStation 3 und der Nintendo Wii auf den Markt. Diese drei Konsolen beherrschten die Spielszene auch in vielen frühen 2010er-Jahren. Jede Konsole brachte eine neue Entwicklung der Technologie mit sich. Die Xbox 360 bot mit HD-Auflösungen gerenderte Spiele an. Neben HD-Spielen verfügt die PlayStation 3 von Sony auch über einen eingebauten Blu-ray-Player. Nintendo, der das HD-Rennen abgelehnt hatte, konzentrierte sich mehr auf Bewegungssteuerung. Alle drei großen Konsolen erweiterten ihre allgemeine Nutzung, indem sie sich als Mediacenter vermarkteten, über eine WLAN-Internetverbindung verfügten und Spielern die Verwendung von Apps ermöglichten.

#### Handheld-Konsolen
In Bezug auf den Handheld-Markt dominierten die fortschreitende DS-Serie von Nintendo und die PlayStation Portable von Sony den Markt in den späten 2000er- und frühen 2010er-Jahren. Der Nintendo DS führte einen Dual-Bildschirm sowie Touchscreen-Spiele ein. Die PlayStation Portable war der erste Versuch von Sony, mit Nintendo zu konkurrieren. Sie hatte mehrere Anschlüsse für andere Geräte, verbesserte Grafiken und war bekannt dafür, dass sie als erstes tragbares Spielgerät ein optisches Plattenformat verwendete.

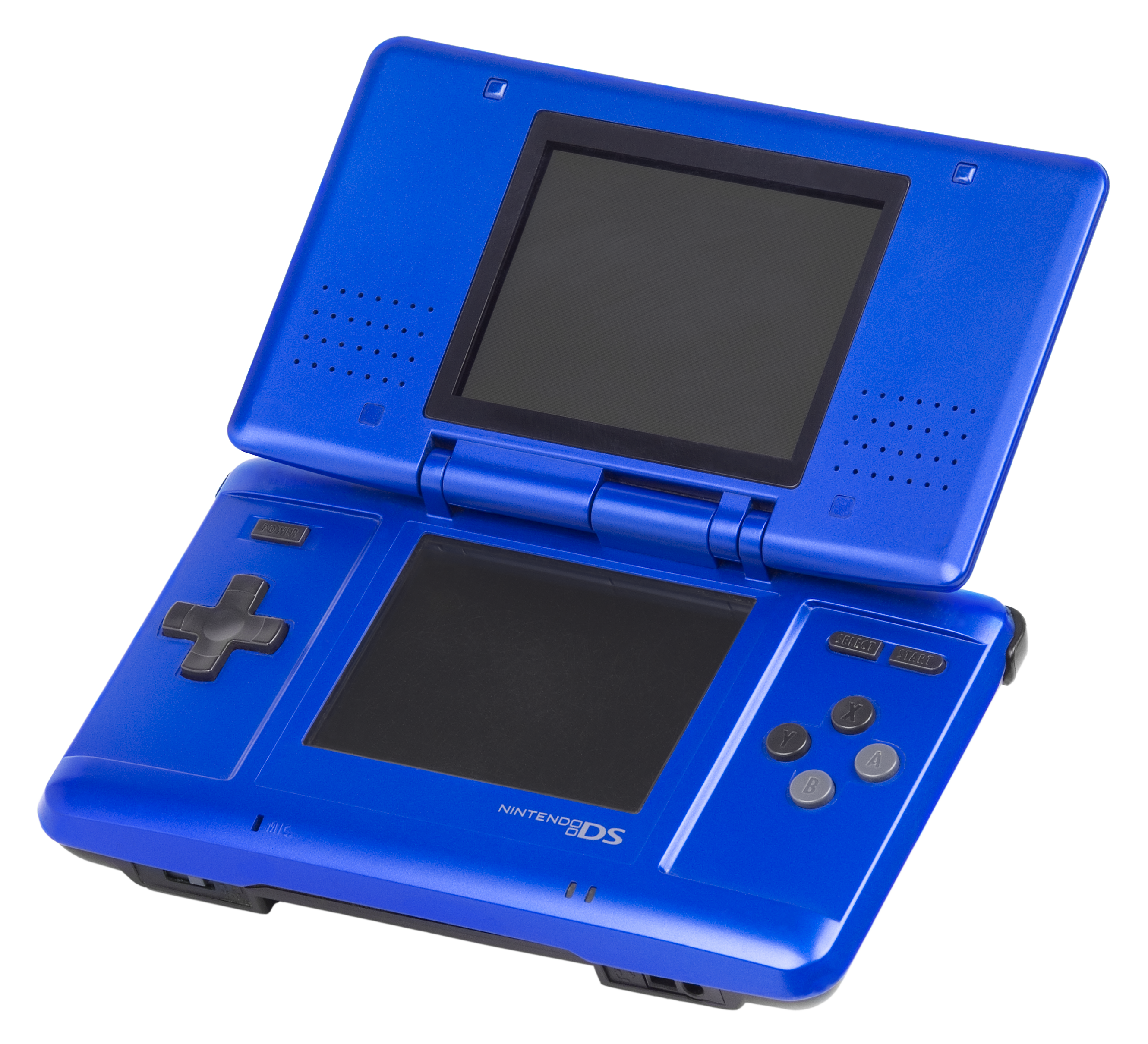
Nintendo DS (2005)
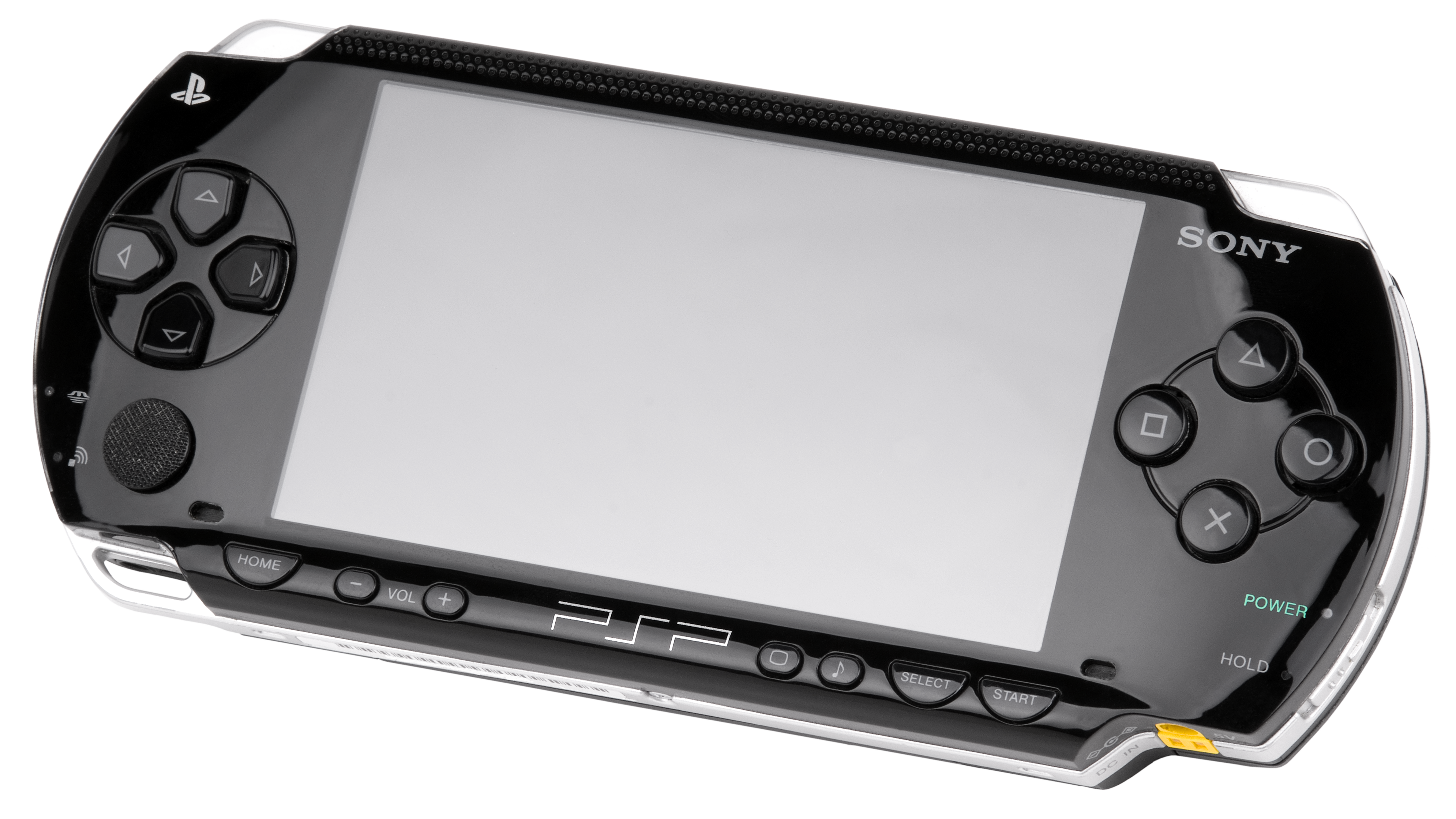
PlayStation Portable (2005)
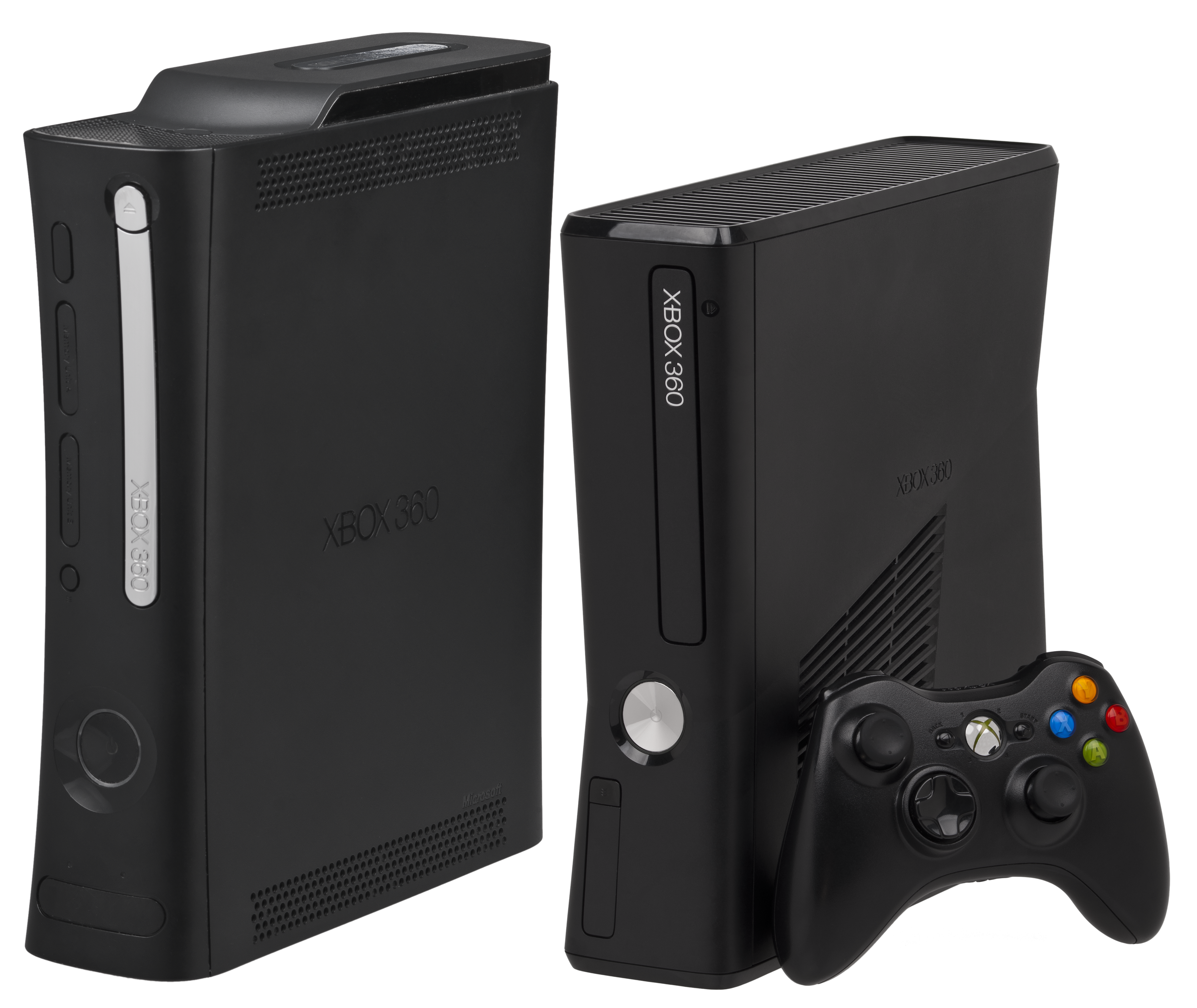
Xbox 360 (2005)
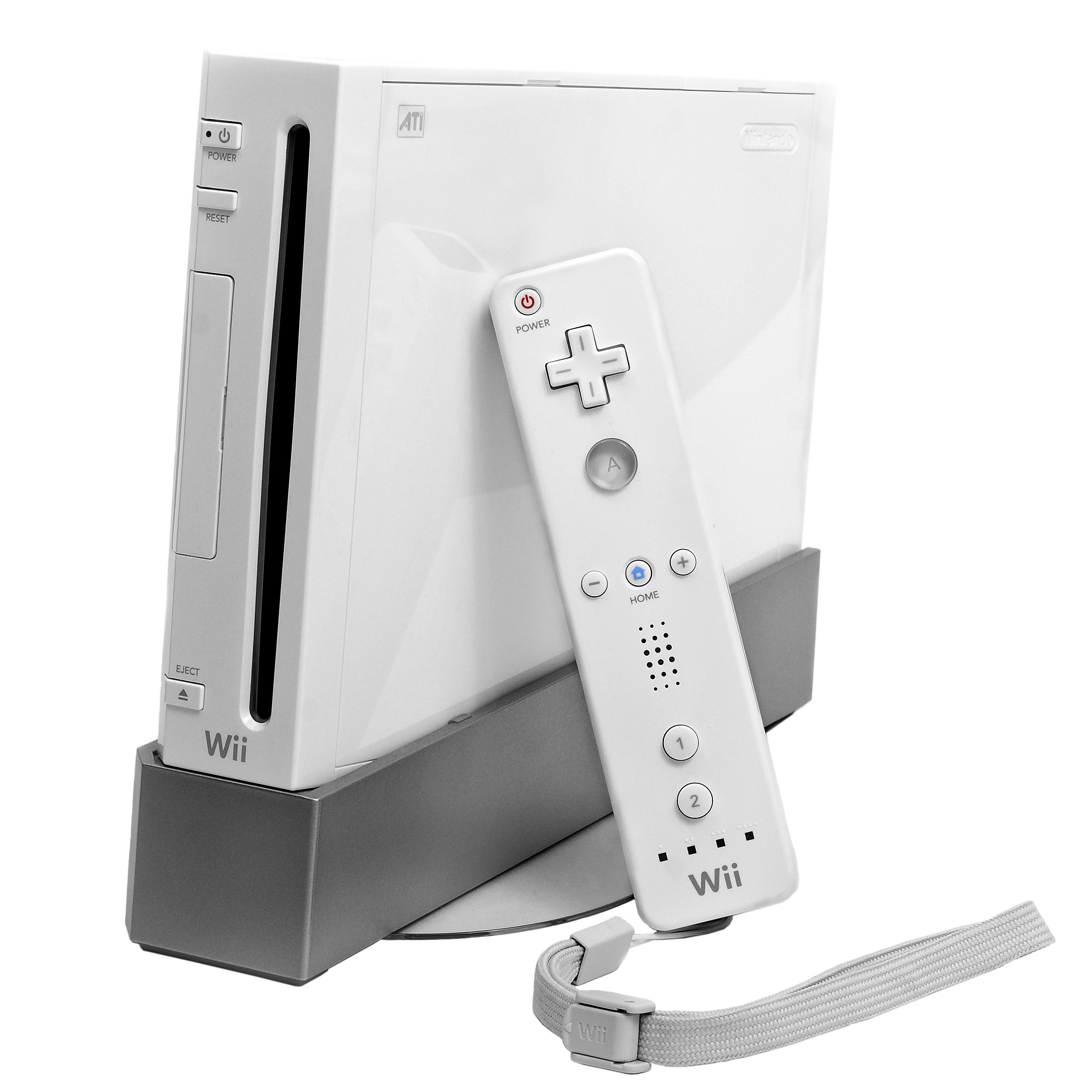
Wii (2006)
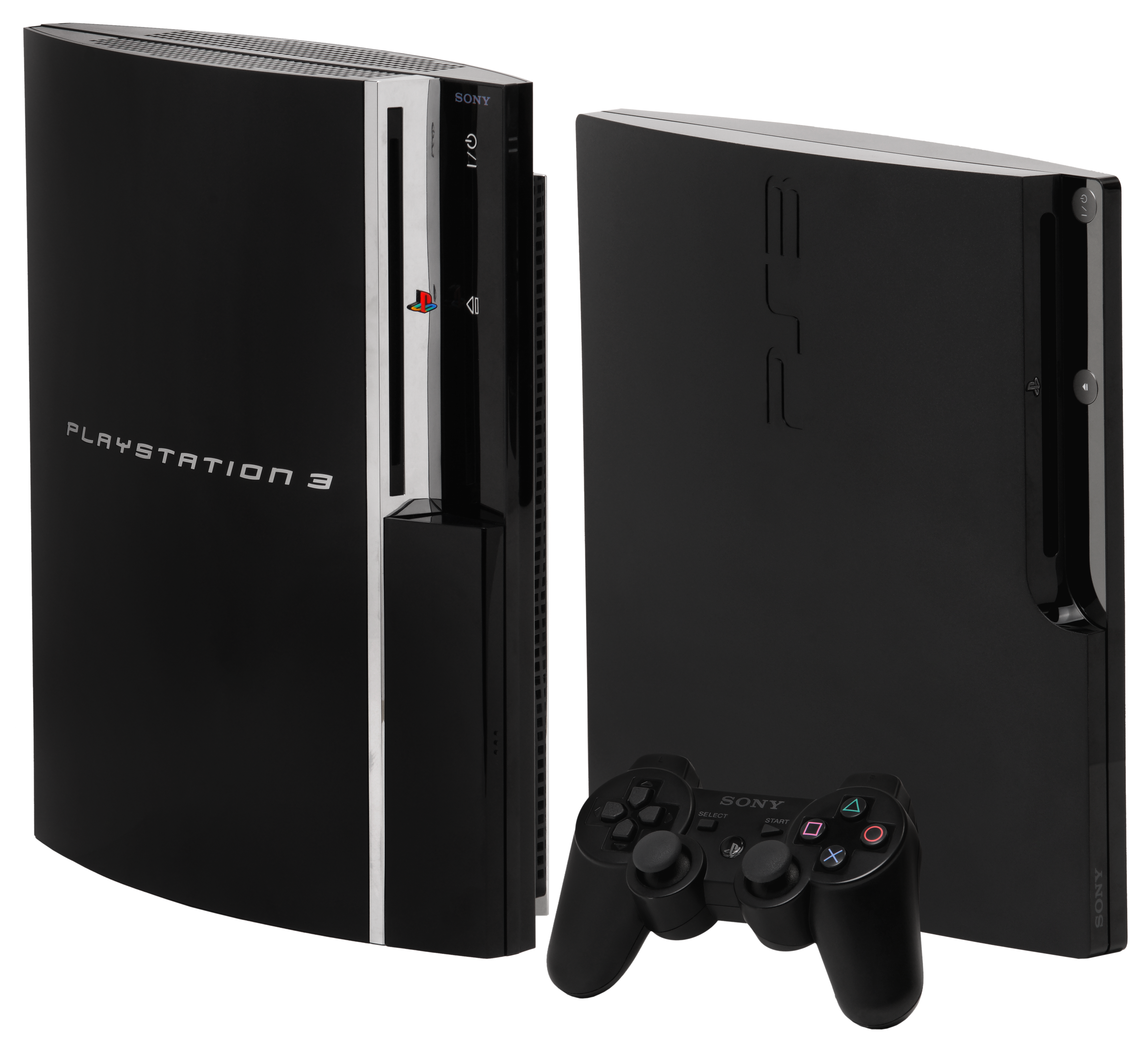
PlayStation 3 (2007)

Handheld-Konsolen in der achten Generation wurden hauptsächlich vom Nintendo 3DS und der PlayStation Vita dominiert. Das Nintendo 3DS ist das erste Gaming-Gerät, das 3D-Spiele ohne stereoskopische Brille anbietet. Sonys PS Vita ist der Nachfolger der PSP. Nvidia veröffentlichte ebenfalls das Nvidia Shield Tablet. Mit dem Nintendo 2DS im Jahr 2013 erschien eine 2D-Variante des Nintendo 3DS.

#### Neue PlayStation, Xbox und Wii
Die achte Generation von Spielekonsolen folgte einem längeren Konsolenzyklus als gewöhnlich. Nintendo war das erste der drei großen Unternehmen, das auf der E3 2011 mit der Einführung der Wii U, dem Nachfolger der Wii, seine nächste Generation der Konsole ankündigte. Die Wii U wurde im November 2012 in Nordamerika, Europa, Australien und Neuseeland und im folgenden Monat in Japan veröffentlicht. Die Aufnahme der Konsole war gemischt, viele Kritiker kritisierten die begrenzte Auswahl an Startspielen und Grafikleistung.
Am 21. Mai, nur wenige Wochen vor der E3 2013, stellte Microsoft sein "All-in-One-Unterhaltungsgerät", die Xbox One, vor. Die Reaktionen von Presse und Spielern waren uneinheitlich, und viele Spieler kritisierten DRM-bedingte Einschränkungen und anhaltende Internetanforderungen. Auf der E3 im Juni hatte Microsoft einen Starttermin für die Xbox One im November bekannt gegeben und Sony stellte die achte Generation der Konsole, die PlayStation 4, vor. Die Playstation 4 erhielt eine begeisterte Antwort von den Teilnehmern, nachdem bekannt wurde, dass dies nicht zutrifft und sie einen günstigeren Einführungspreis als die Xbox One hat. In der Woche nach der E3 gab Microsoft bekannt, dass die Online- und Spieleeinschränkungen nach erheblichem negativen Feedback rückgängig gemacht wurden.

#### Verbesserungen und Hybridkonsole Nintendo Switch
Die achte Generation wurde mit der Veröffentlichung der PlayStation 4 Pro und der Xbox One X, als überarbeitete Version der Vorgänger, die 4K-Spiele unterstützen, sowie mit dem Erscheinen der Nintendo Switch, einer hybriden tragbaren Spielkonsole, die die Wii U ersetzen soll, weiter verlängert. Für sie erschien ebenfalls das Bauset Nintendo Labo.

#### Ziele und Anforderungen
Von den Konsolen der achten Generation wird erwartet, dass sie sich gegenüber dem Tablet- und Smartphone-Spielemarkt durchsetzen, eine Vielzahl an Online-Diensten anbieten, einen angemessenen Preis haben und auf kostenlosen Spielen oder kostengünstigen herunterladbaren Inhalten basieren. Das Interesse an Indie-Spielen steigt an und nicht nur über AAA-Spiele wird berichtet. Ebenfalls steigt das Interesse an Crossplay mit anderen Konsolen, mobilen Geräten und dem PC.

#### Smart TVs und Bildübertragung
Neben den klassischen Konsolen wurden fortgeschrittene Fernsehgeräte entwickelt, sogenannte Smart-TVs, auf denen sich auch meist mobile Spiele auf Basis des Betriebssystems Android TV spielen lassen. Darüber hinaus wurden Geräte zum Streaming auf dem Fernseher oder andere Bildflächen entwickelt, wie zum Beispiel der Google Chromecast oder Steam Link.

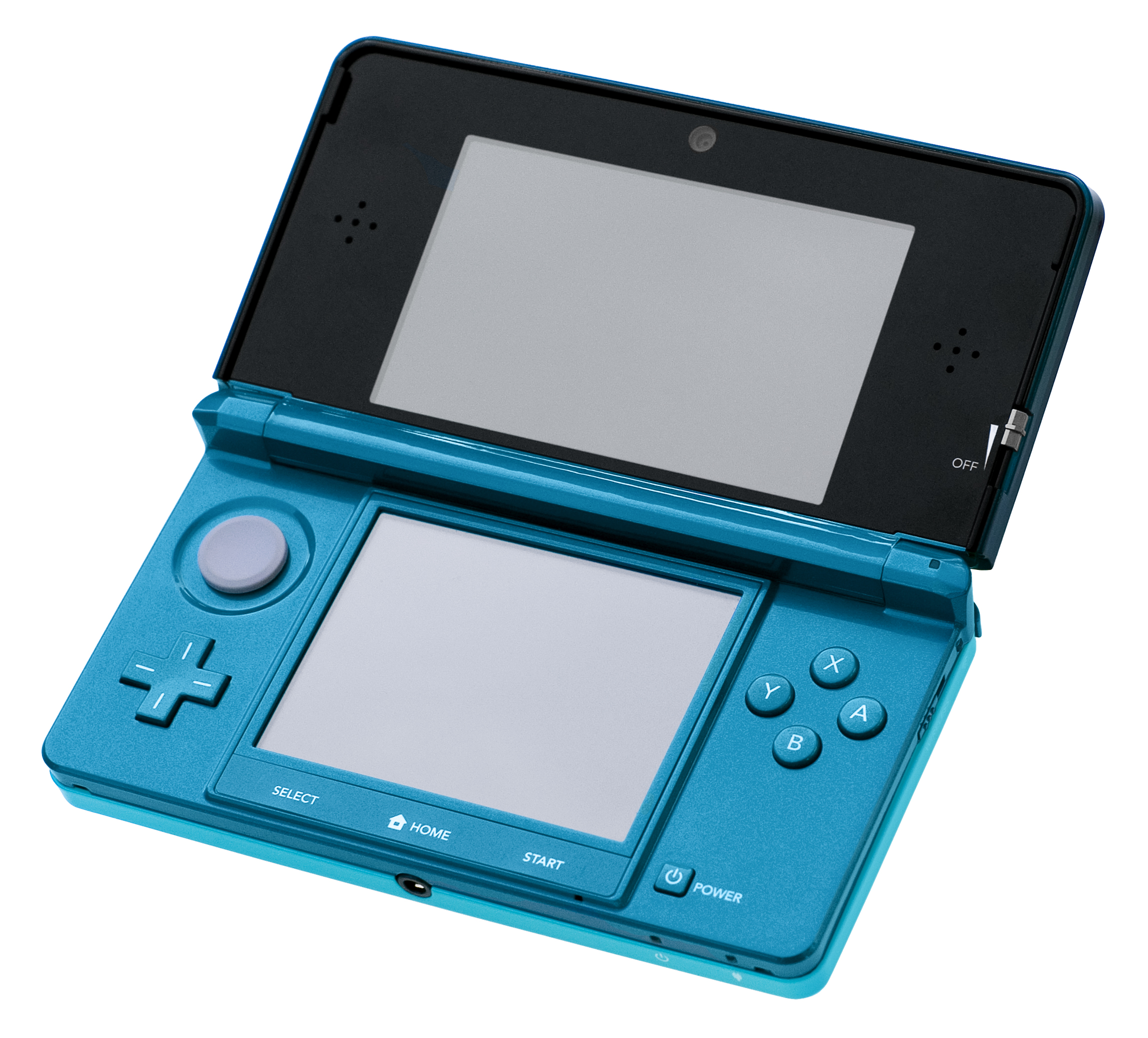
Nintendo 3DS (2011)
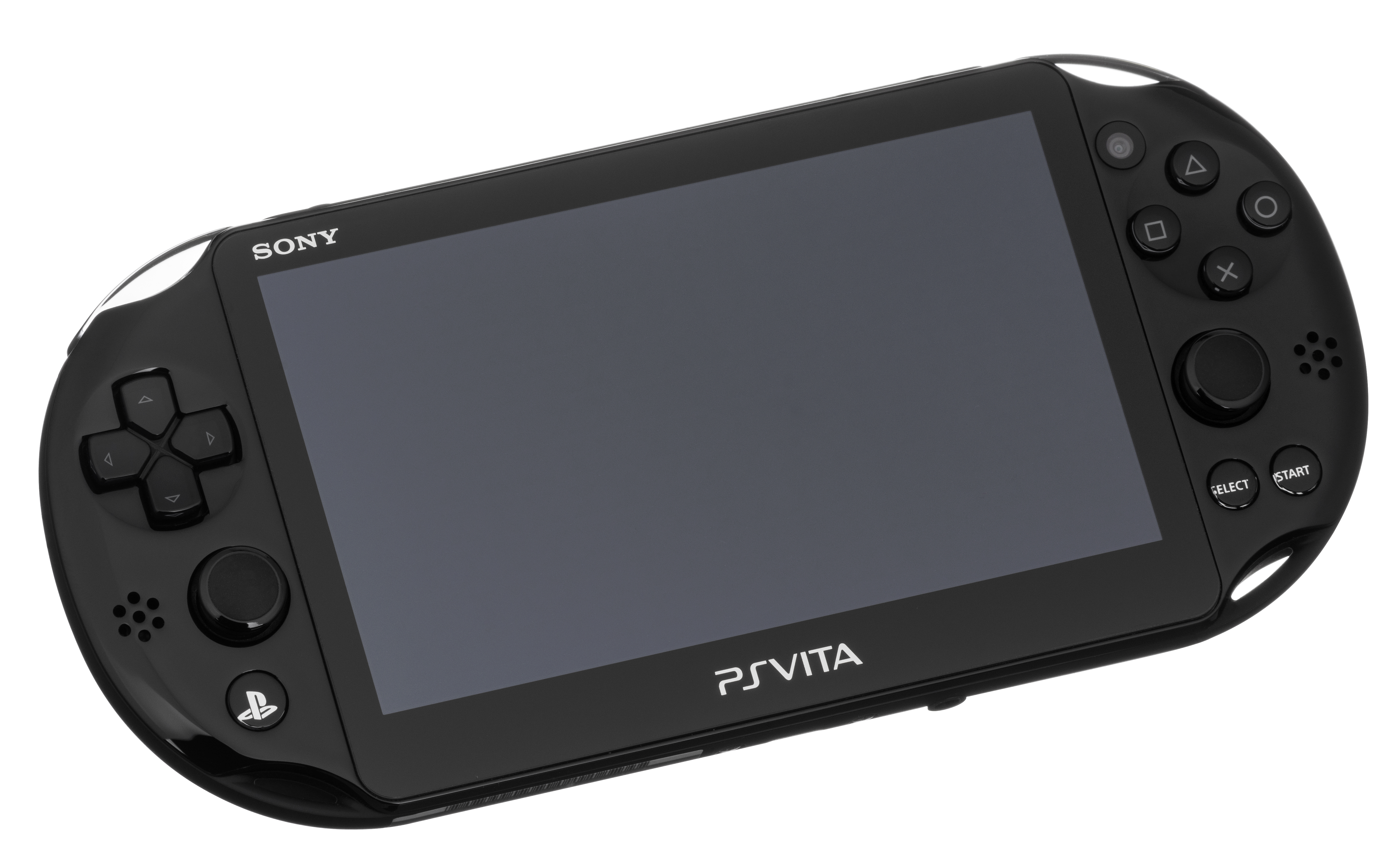
PlayStation Vita (2012)
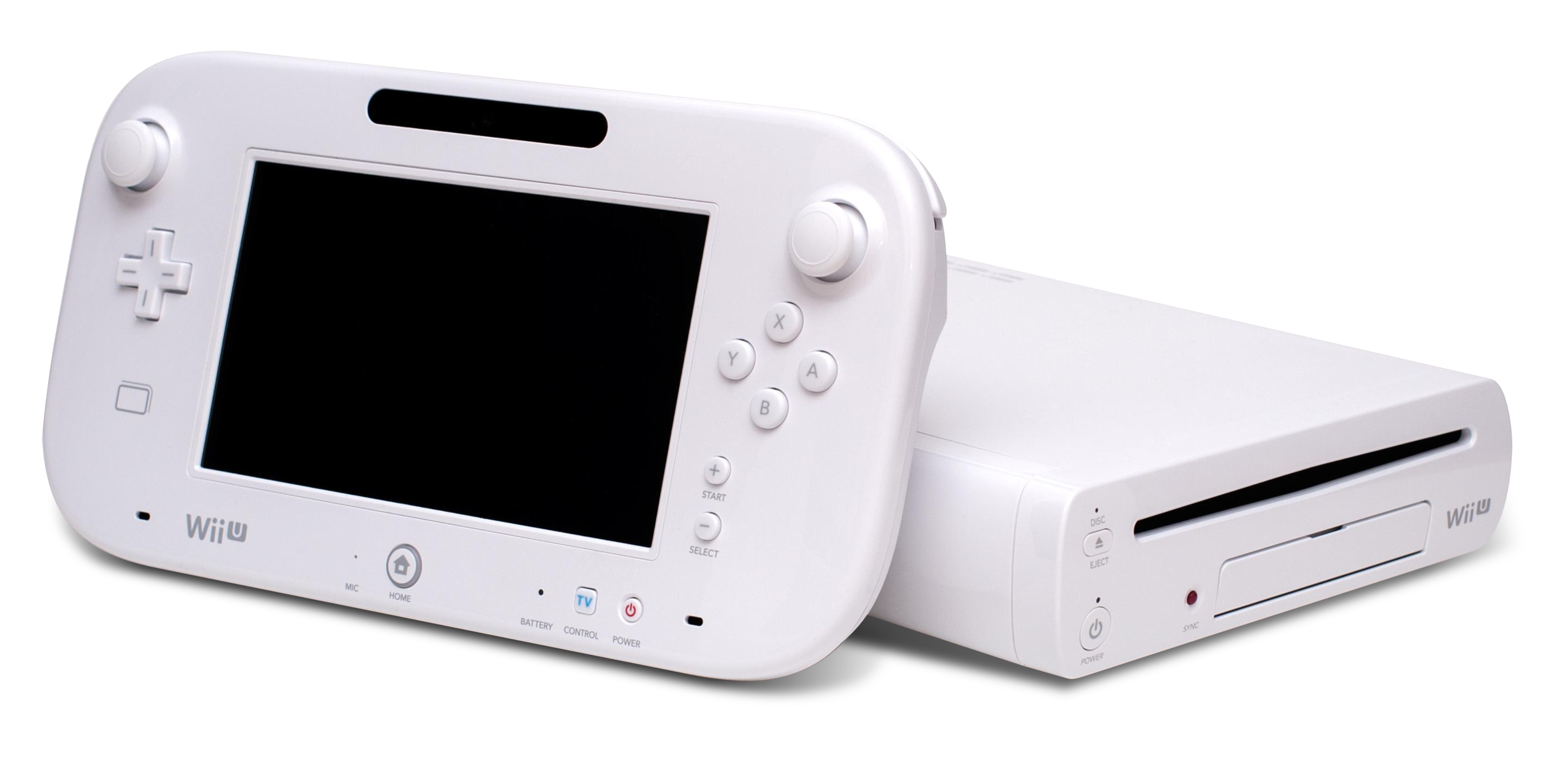
Wii U (2012)
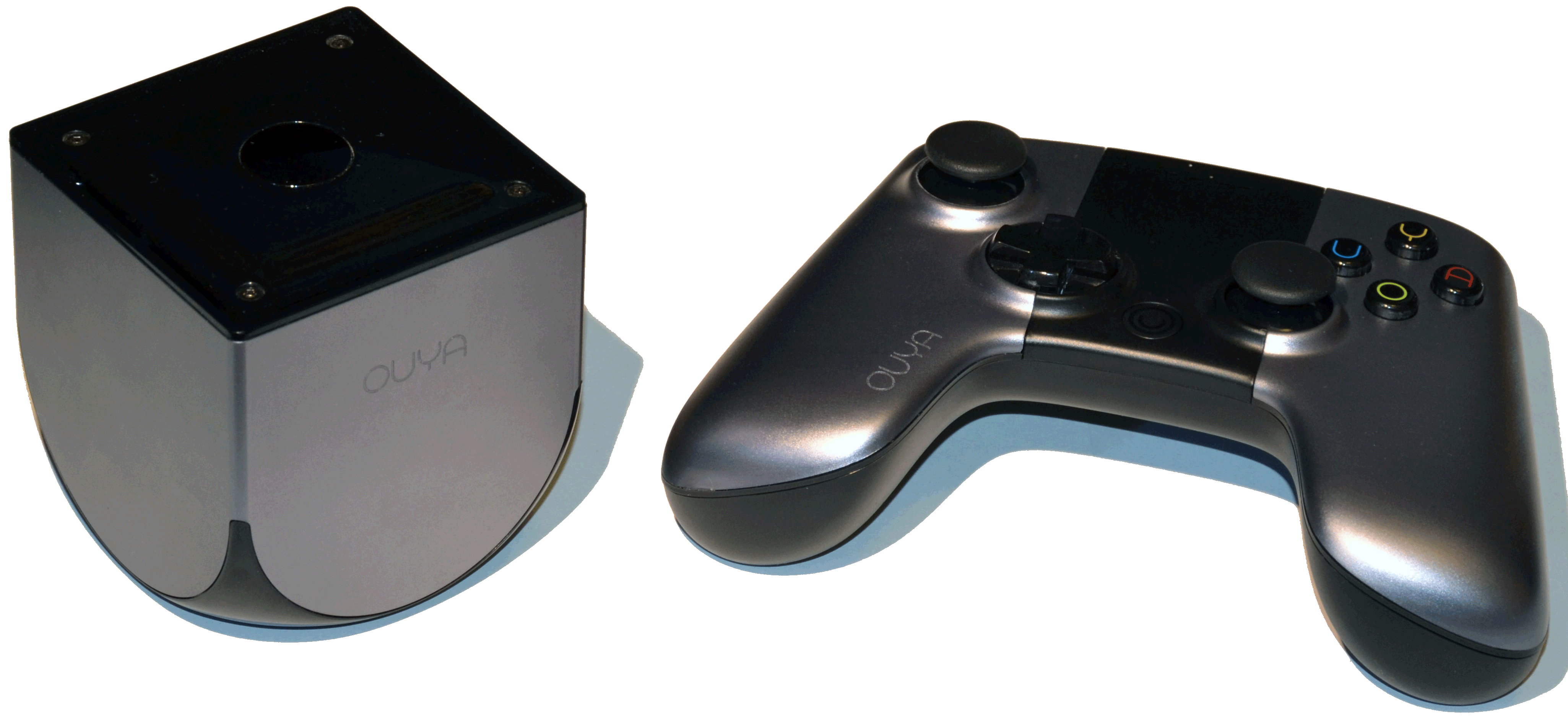
Ouya (2013)
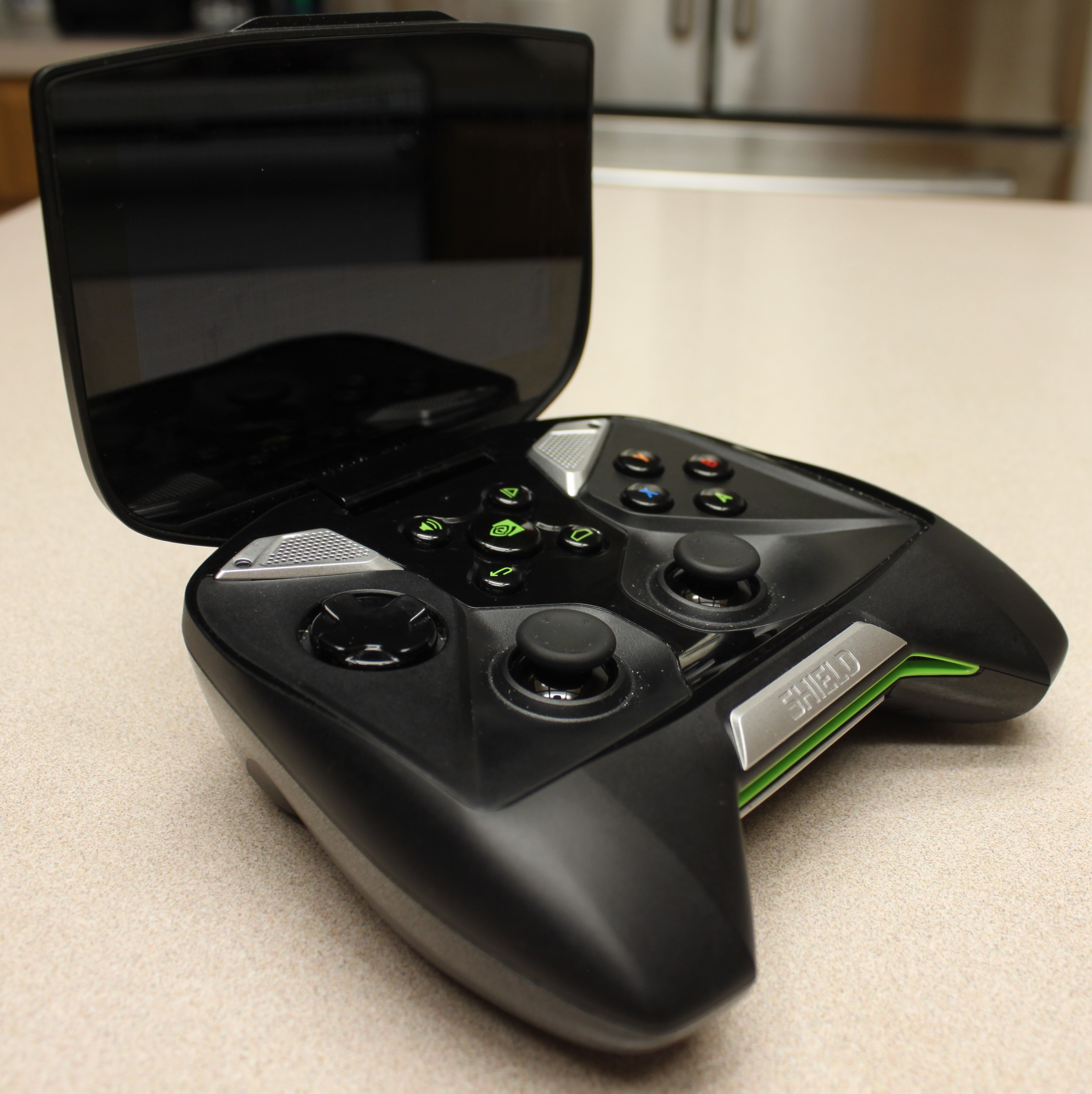
Nvidia Shield (2013)
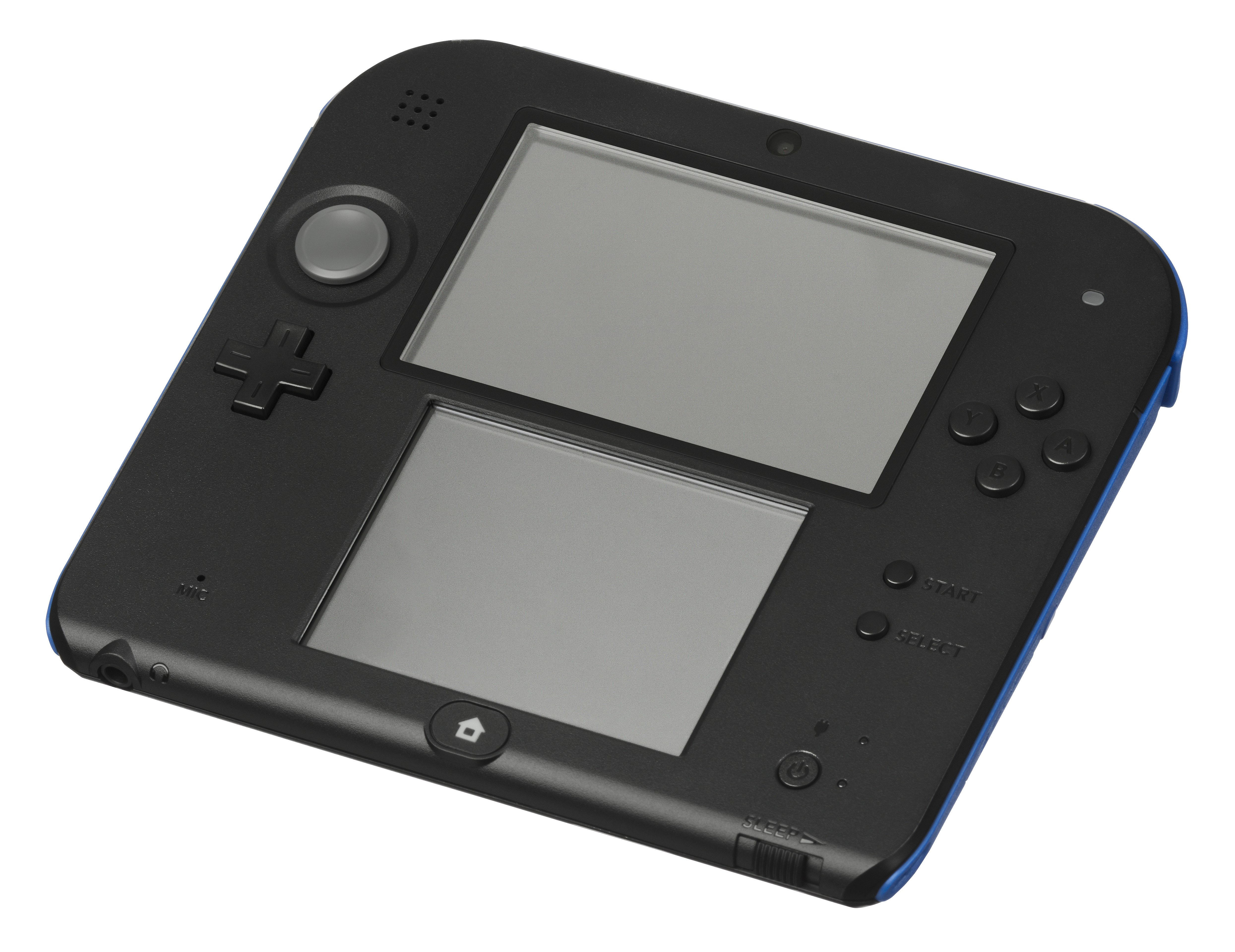
Nintendo 2DS (2013)
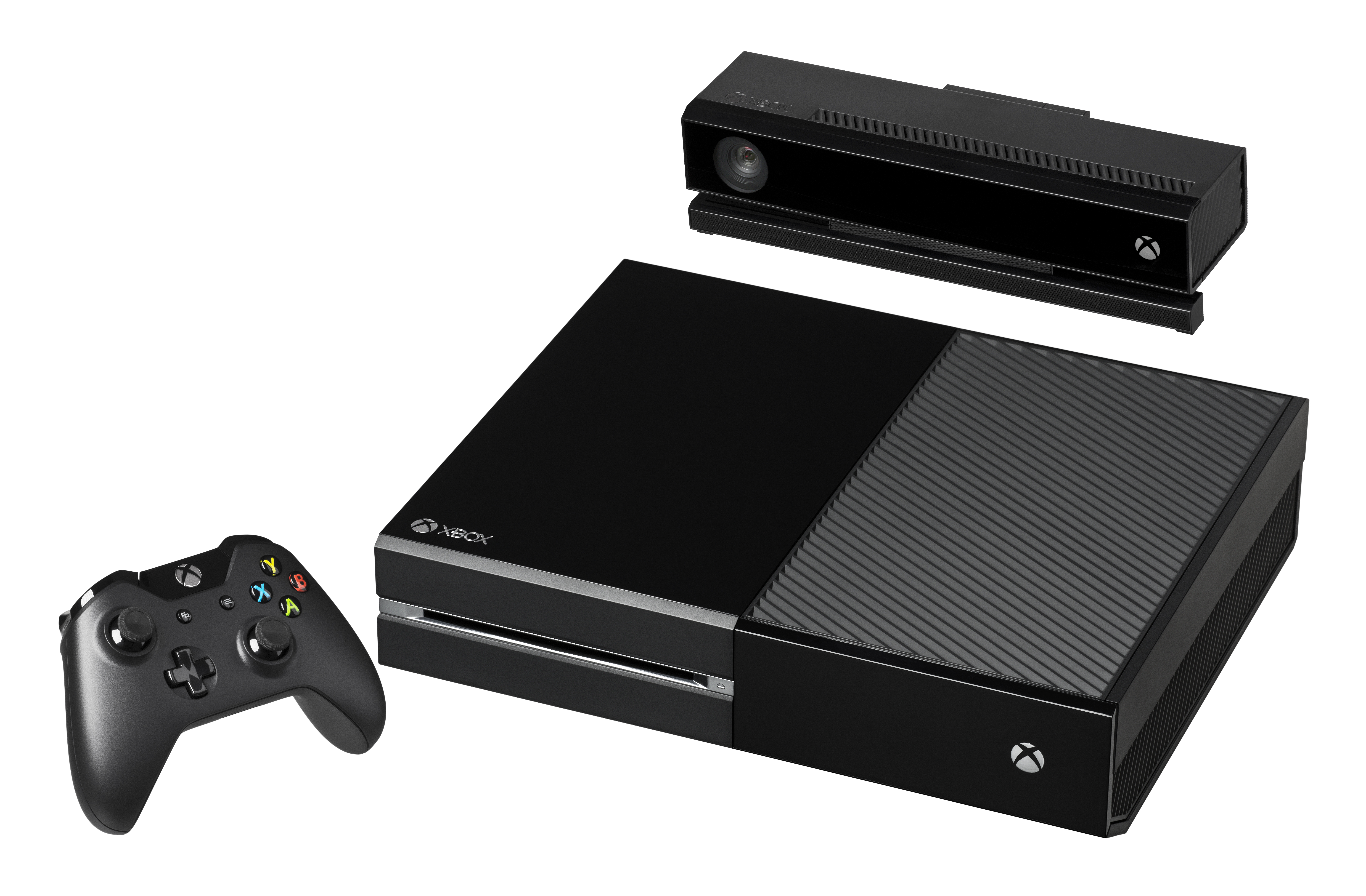
Xbox One (2013)
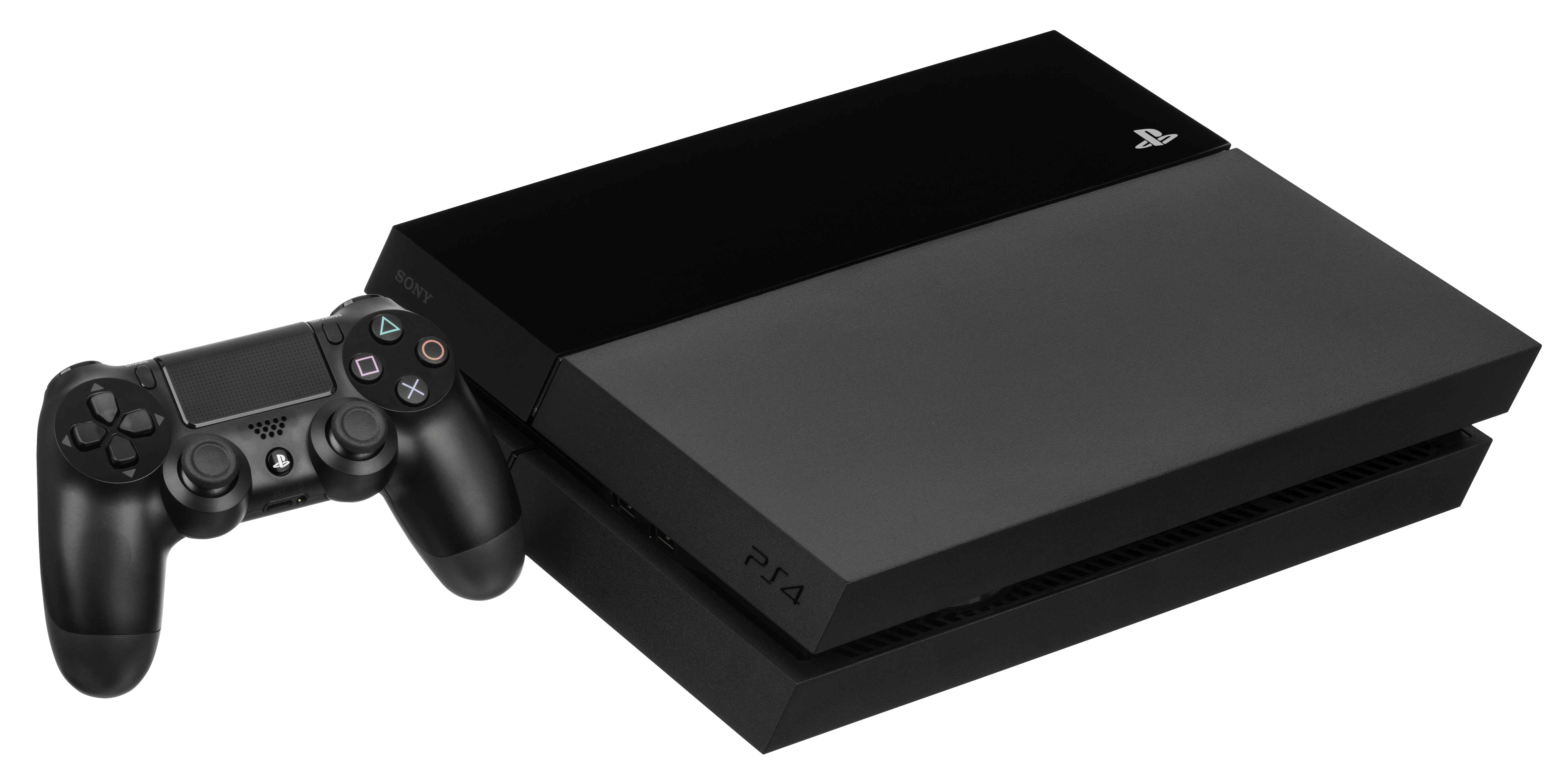
PlayStation 4 (2013)
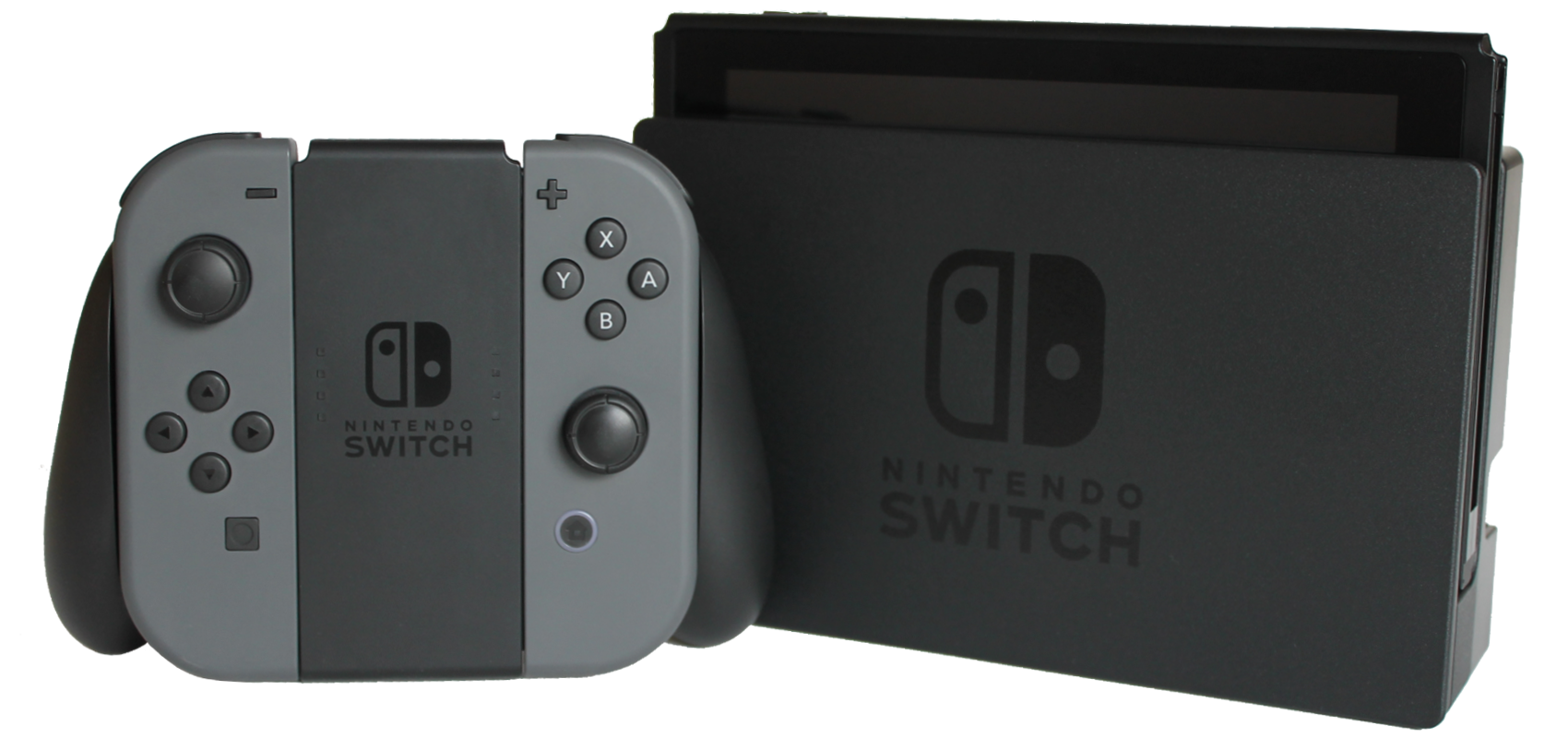
Nintendo Switch (2017)
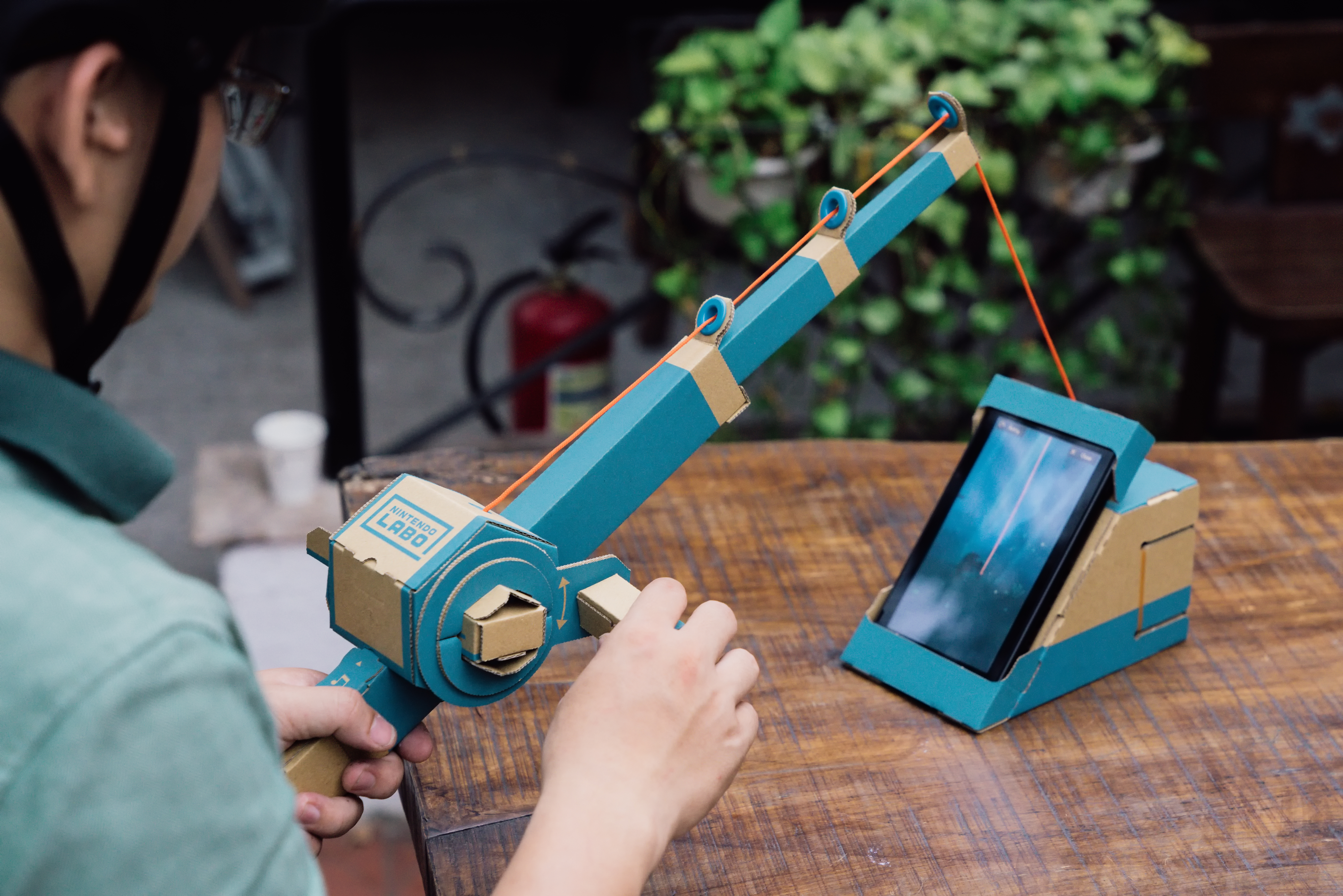
Nintendo Labo (2018)

#### Retrokonsolen
Mit dem NES Classic Mini brachte Nintendo 2016 eine kompakte Neuauflage des Nintendo Entertainment System der 1980er Jahre heraus. Die Retrokonsole zeichnet sich durch die kleinere Bauform, moderne Technik wie HDMI und USB, sowie einer festen Auswahl an vorinstallierten Spielen aus. Der Erfolg zieht ähnliche System wie das SNES Mini und die PlayStation Classic nach sich.

### PC
Nach wie vor stehen PCs in direkter Konkurrenz zu den Konsolen. Spezielle Gaming-PCs mit hochwertigeren Einzelelementen sind kostenintensiver und üblich bei LAN-Partys und im E-Sport. Immer mehr wird auch an Notebooks, Organizern, Tabletcomputern und anderen mobilen Geräten gespielt.

#### Hardware-Standards und Entwicklung
Unter den Prozessoren- und Grafikkartenherstellern dominieren weiterhin Nvidia, AMD und Intel.
Nvidia brachte im Jahr 2009 die Nvidia-GeForce-400-Serie auf den Markt und ergänzte das Angebot im Jahr 2010 mit der Nvidia-GeForce-500-Serie, im Jahr 2012 mit der Nvidia-GeForce-600-Serie, im Jahr 2013 mit der Nvidia-GeForce-700-Serie, im Jahr 2015 mit der Nvidia-GeForce-900-Serie und ab 2016 mit der Nvidia-GeForce-10-Serie. AMD veröffentlichte 2009 die ATI-Radeon-HD-5000-Serie und brachte ein Jahr später die AMD-Radeon-HD-6000-Serie auf den Markt und setzte die AMD-Radeon-HD-Serie auch heute fort. 2013 wurde die Grafikschnittstelle AMD Mantle veröffentlicht. Während die ersten Grafikkarten des Jahrzehnts DirectX 10 unterstützen, ist DirectX 12 die aktuellste Version. Bei den Prozessoren führten der Intel-Core-i-Serie (i3, i5 und i7) und Intel Pentium und bei AMD der AMD Athlon, AMD FX, AMD Phenom und AMD Bulldozer. Die 64-Bit-Architektur wurde zum Standard und löste die 32-Bit-Architektur ab. DDR-SDRAM 2 wurde von Version 2 auf 3 und später auf Version 4 erweitert.
Zudem haben sich Grafikspeicher (von Megabyte auf Gigabyte), der Arbeitsspeicher (vom unteren einstelligen Gigabyte-Bereich in den zweistelligen Bereich) und Festplattenspeicher (von Gigabyte auf Terabyte) stark erweitert. Als Betriebssysteme setzen sich vor allem Windows 7, Windows 8 und Windows 10 durch. Battlefield V war das erste Computerspiel, das Raytracing in Echtzeit in Kombination mit der Grafikkarte Nvidia RTX unterstützte.
Um die Entwicklung der Hardware-Mindestanforderungen in dem Jahrzehnt zu verdeutlichen, hier ein Beispiel anhand der Battlefield-Serie:
| Systemanforderung    | Battlefield: Bad Company 2 (2010) | Battlefield V (ab 2018) |
| -------------------- | --------------------------------- | ----------------------- |
| Betriebssystem       | ab Windows XP                     | ab Windows 7            |
| Prozessorleistung    | 2 GHz auf 2 Kernen                | 3,5 GHz auf 4 Kernen    |
| Arbeitsspeicher      | 2 GB                              | 8 GB                    |
| Grafikkartenspeicher | 256 MB                            | 2 GB                    |
| Festplattenspeicher  | 15 GB                             | 50 GB                   |
| Internetanbindung    | 512 KBit/s                        | 512 KBit/s              |

#### Linux-Optimierungen
Steam optimierte seit 2012 einige Spiele für Linux, unter anderem wegen der Veröffentlichung des auf Linux-basierenden Betriebssystems SteamOS. Dafür wurde auch der Emulationsdienst Steam Play entwickelt, der über 500 Spiele auf Linux nutzbar macht. Mit der kontinuierlichen Weiterentwicklung von Proton und dank des Erfolgs des Steam Deck laufen viele Windows-Spiele auch unter Linux.

#### Optimierung für den Fernseher und Annäherung zur Konsole
Durch die Einführung des Steam Big Picture-Modus im Jahr 2012 und die Kachelgrafik von Windows 8, wurde die Anzeige von PC-Spielen auf großen Bildflächen wie einem Fernsehgerät und die Navigation und Eingabe mit einem Controller optimiert, sodass sich ein Computer ähnlich wie eine Spielkonsole verwenden lässt.

### Mobiles Gaming und Browserspiele

#### Entwicklung des Spielens auf Smartphone und Tablet

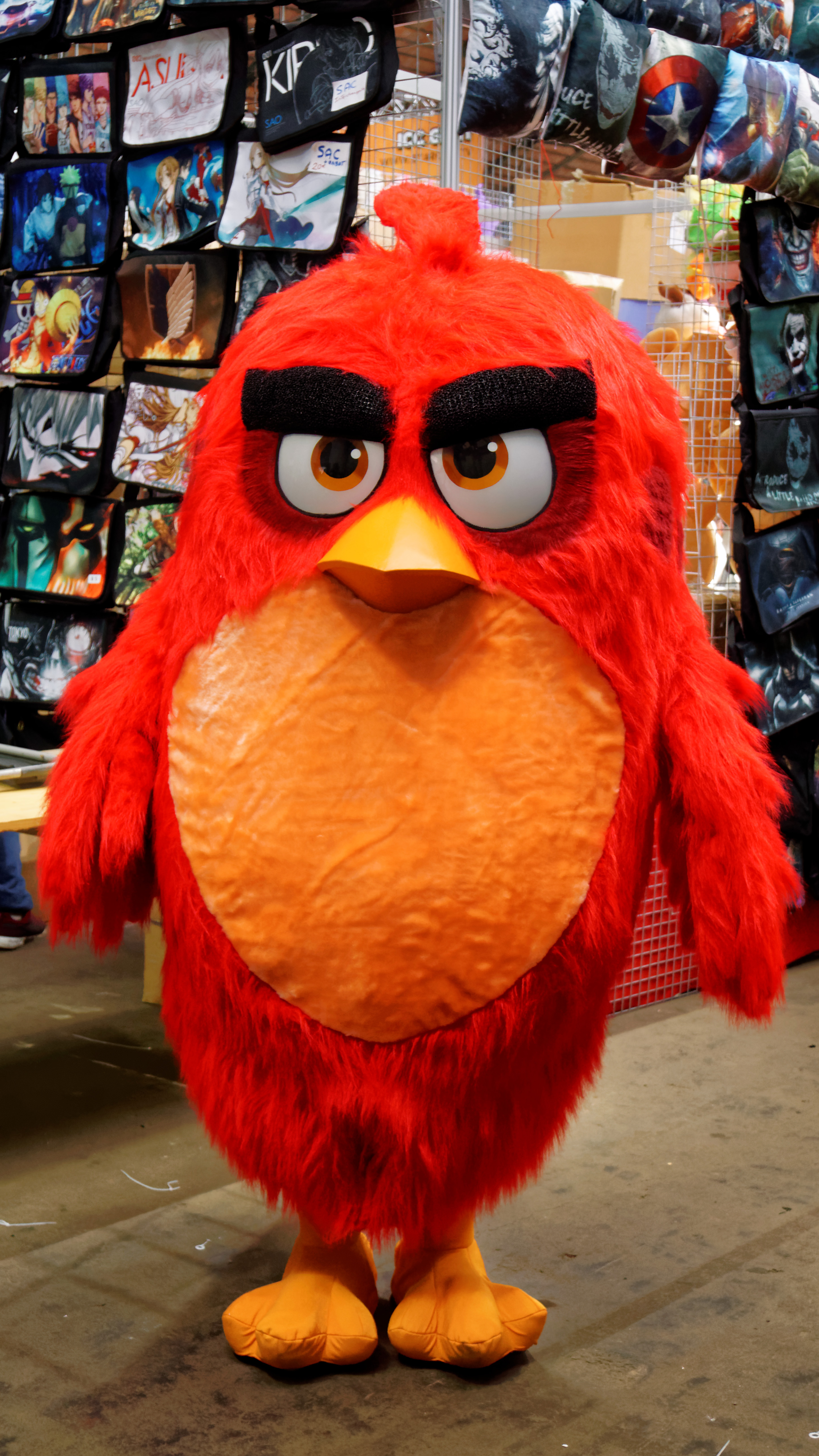
Angry Birds wurde als erstes Smartphone/Tablet-Spiel verfilmt.

Mit der Entwicklung des Smartphones durch das iPhone im Jahr 2007 wurde die Technologie ständig verbessert und neue Smartphones mit besserer Hardware entwickelt. Dadurch wurde das Smartphone auch immer attraktiver für den Spielemarkt. Obwohl es bereits Touchscreen-Systeme im Spielebereich gab, wie zum Beispiel auf dem Nintendo DS, gab es zahlreiche Spiele, die sich an dem Multi-Touch-Screen bedienten. Ein Touchscreen wurde auch später für Controller von Konsolen wie der Nintendo Switch oder PlayStation 4 übernommen.
Das iPad machte den Tabletcomputer auch für Computerspiele attraktiv, da die Grafik und Bedienung mit den Handheld-Konsolen mithalten konnten.
Im Jahr 2019 überstieg die Zahl der Smartphone-Spieler in Deutschland nach der Marktforschungsfirma GfK, die der Konsolen- und PC-Spieler. So lag die Zahl der Smartphone-Spieler in Deutschland bei 18,6 Millionen, die Zahl der Konsolenspieler bei 16,7 Millionen und die Zahl der PC-Spieler bei 13,4 Millionen. Auf dem Tablet sind es immerhin 10,9 Millionen Spieler.

#### Neue Zielgruppe: Casual-, Geo- und Social Games

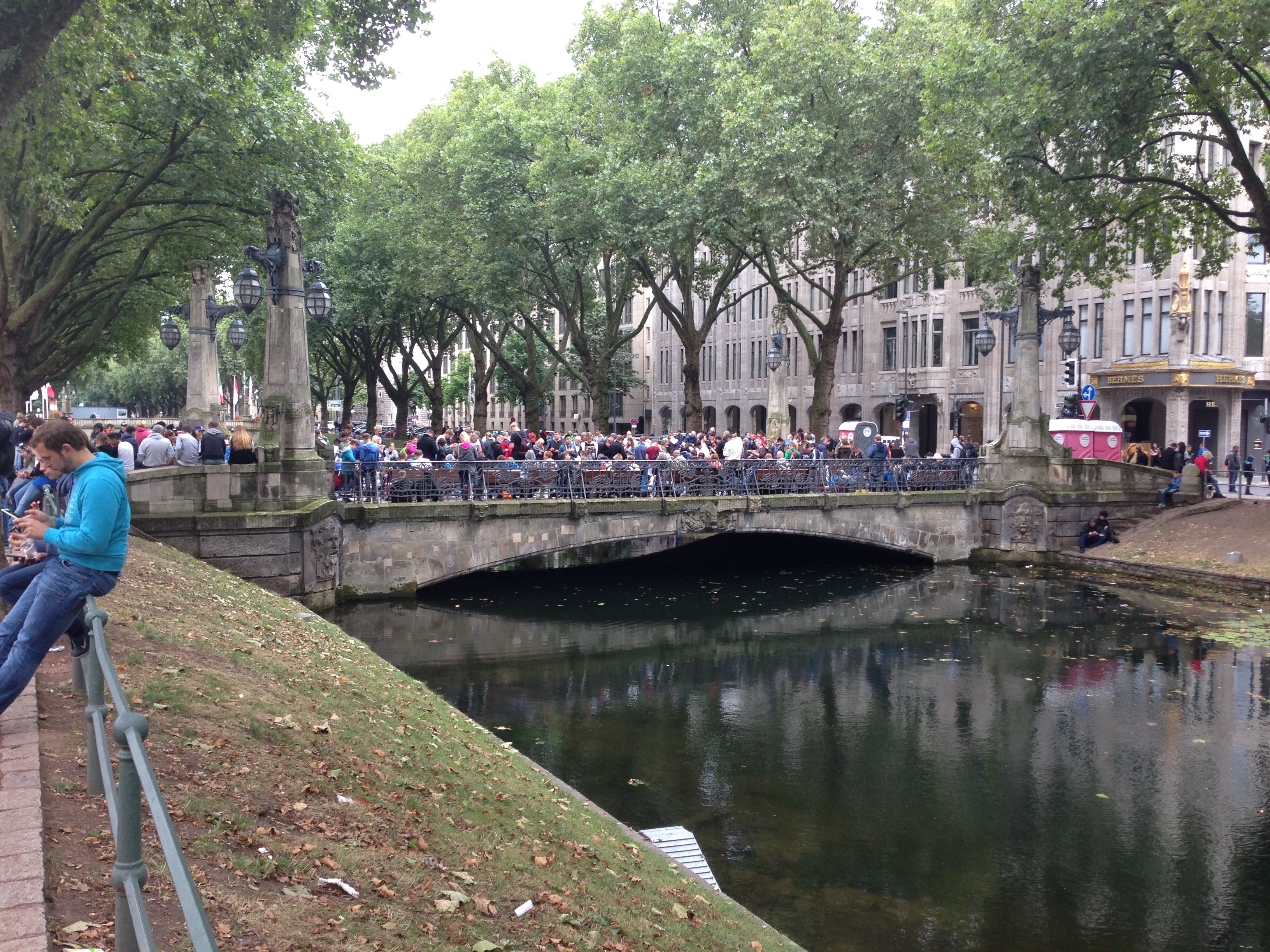
Pokémon-Go-Spieler in der Düsseldorfer Königsallee 2016

Hauptsächlich werden auf dem Smartphone und Tablet Casual Games gespielt. Controller lassen sich bei einigen Modellen nachrüsten. Browserspiele setzen mehr auf Social Gaming und sind teilweise ganz in sozialen Netzwerken integriert. Geobasierte Augmented-Reality-Spiele wurden durch Ingress im Jahr 2013 und Pokémon Go im Jahr 2016 populär. Idle Games wurden populär. Ein weiteres beliebtes Genre ist der Auto-Runner, bei dem die Spielfigur automatisch eine Strecke verfolgt, ohne zu stoppen und der Spieler dabei Hindernissen ausweichen muss und gegebenenfalls Gegenstände einsammeln muss.

#### Bekannte Spiele für mobile Geräte
Bedeutende Handy-Spiele der Zeit sind:
- 2009: Angry Birds mit vielen Nachfolgern
- 2010: Doodle Jump, Fruit Ninja, CityVille
- 2011: Temple Run, Die Sims FreiSpiel
- 2012: Candy Crush Saga, Subway Surfers, Pou, Plague Inc., Super Hexagon, Clash of Clans
- 2013: Cut the Rope, Flappy Bird, Hay Day, Ingress, Quizduell, Trivia Crack
- 2014: 2048, Crossy Road, Geometry Dash, Piano Tiles, TwoDots
- 2015: Agar.io
- 2016: Pokémon Go, Rolling Sky, Super Mario Run, Clash Royale
- 2018: Die Sims Mobile

## Beliebte Genres der Zeit
Eine Befragung aus dem Jahr 2018 kam zu folgendem Ergebnis über die bevorzugten Genres von Spielern:
| Genre                                              | Anteil der befragten Spieler |
| -------------------------------------------------- | ---------------------------- |
| Gelegenheitsspiel                                  | 68 %                         |
| Strategiespiel, Aufbauspiel, Wirtschaftssimulation | 56 %                         |
| Actionspiel (auch Shooter)                         | 55 %                         |
| Social Games                                       | 48 %                         |
| Renn- und Sportspiele                              | 44 %                         |
| Jump 'n' Runs                                      | 42 %                         |
| Mehrspieler-Onlinespiele                           | 38 %                         |
| Digitales Lernspiel                                | 37 %                         |
| Fitness- und Bewegungsspiele                       | 33 %                         |

## Entwicklungstrends

### Virtual Reality

#### Entwicklungsgeschichte

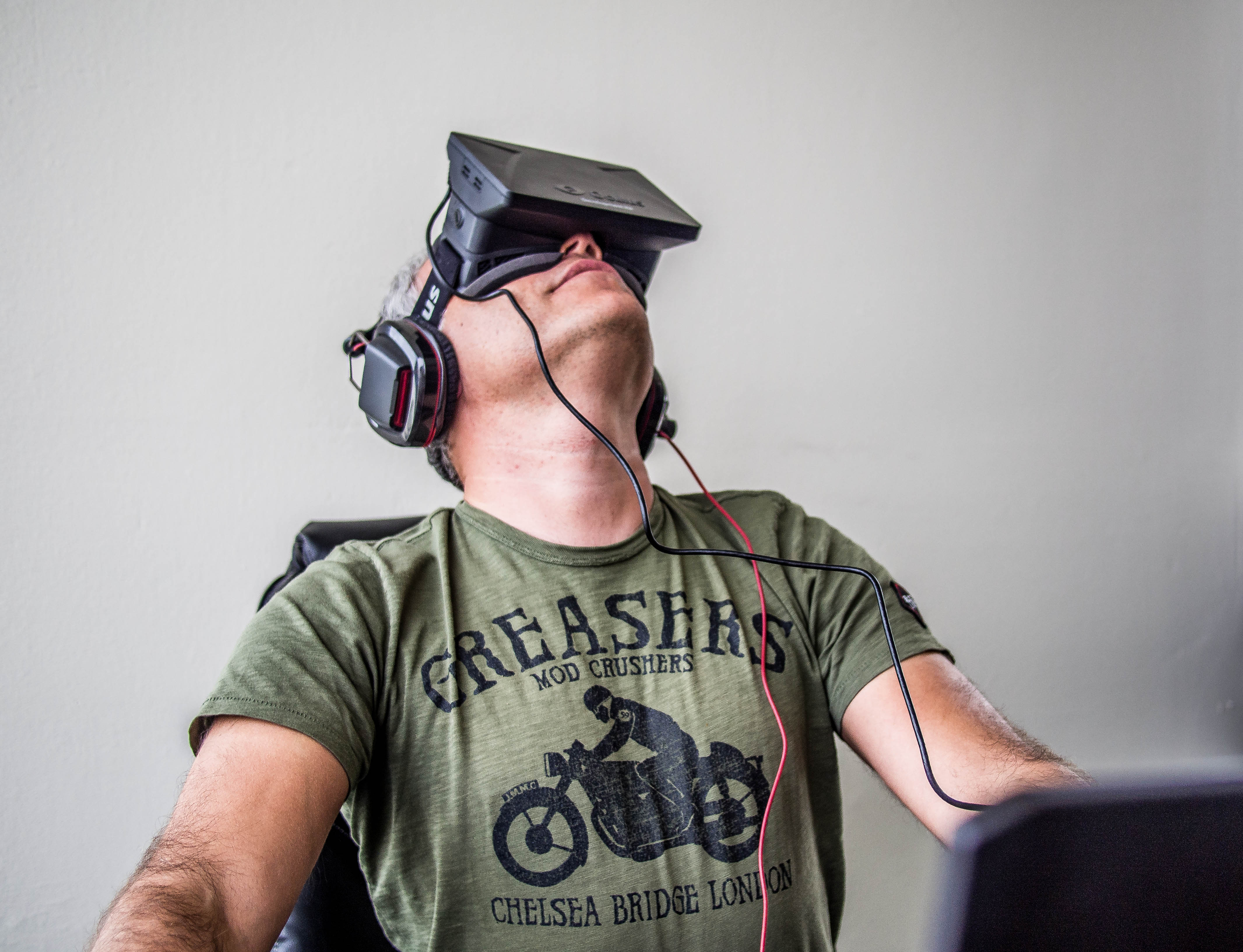
Sergei Orlowski, Gründer und Geschäftsführer von Nival Interactive, beim Test von Oculus Rift (2013)

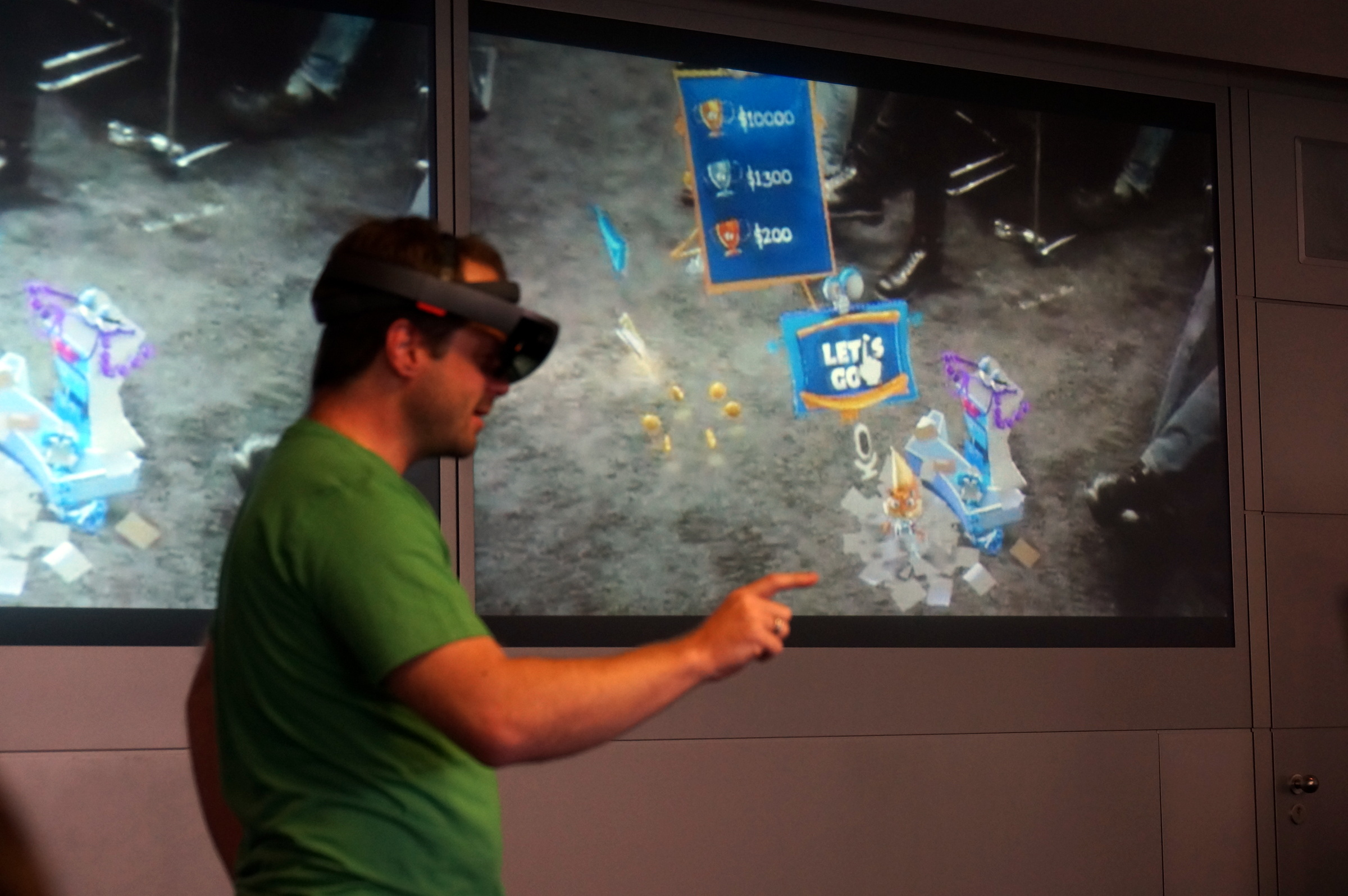
Benutzersichtfeld mit Objektprojektion im Raum der Microsoft HoloLens

Seit den 2010er-Jahren wird nach der erfolglosen Vermarktungen von Virtual-Reality-Anwendungen für den Heimbereich in den 1980er- und 1990er-Jahren wie mit dem Virtual Boy wieder an Virtual-Reality-Anwendungen gearbeitet. Als erstes bekanntes Virtual-Reality-Headset, das auf Endanwender abzielt, eine reduzierte Virtual Reality Sickness und eine gute Grafikleistung verspricht startete 2013 die Oculus Rift in der Entwicklerversion. Am 25. März 2014 wurde die Entwicklung von Facebook übernommen und im April 2016 wurde die Anwenderversion veröffentlicht. Daraufhin folgten weitere Virtual-Reality-Headsets wie die HTC Vive im April 2016 und die PlayStation VR im Oktober 2016. Für den mobilen Bereich wurden spezielle Brillen wie die Google Cardboard, Google Daydream View und die Samsung Gear VR entwickelt, wobei dabei das Smartphone als Display verwendet wird. Auch im Bereich der Erweiterten Realität sind einige Brillen, wie zum Beispiel die Microsoft HoloLens im Oktober 2016 oder die Google Glass im Jahr 2012 erschienen. 2019 erschien eine VR-Version für Nintendo Labo. Eigenständige Brillen, die ohne Smartphone, Konsole oder PC funktionieren, sind mit der Oculus Go im Jahr 2017 und der Oculus Quest im Jahr 2019 erschienen. Weiterhin sind mehrere Windows-Mixed-Reality-Brillen seit 2018 erschienen. 2019 erschien außerdem die Valve Index, eine überarbeitete Version der Oculus Rift (Oculus Rift S) und es sollen mehrere überarbeitete HTC Vive-Versionen erscheinen. Auch werden dafür einige Peripheriegeräte entwickelt, die im Zusammenhang mit Bewegungssteuerung, Eye-Tracking und Exergaming stehen.

#### Bedeutung für die Spieleindustrie und Interesse in der Gesellschaft
Der Begriff Virtual Reality ist ca. 82 % in der Bevölkerung von Deutschland bekannt und 22 % nutzen bereits eine Brille. Die meisten Spieler (37 %) halten die Technologie allerdings nur für einen großen Hype. 30 % sehen sie hingegen als revolutionär an. Als beliebte Genres werden von Spielern Simulationsspiele (37 %), Rollenspiele (31 %), Actionspiele (25 %), Exergaming (23 %) und Online bzw. Social Games genannt. Am meisten interessiert sind Nutzer zwischen 16 und 24 Jahren (73 %) und Nutzer zwischen 25 und 34 Jahren (62 %).

#### Wichtige VR-Headsets
Bekannte VR-Headsets:
- 2013: Oculus Rift von Facebook, Dive von Shogee
- 2014: Google Cardboard von Google
- 2015: Samsung Gear VR von Samsung
- 2016: HTC Vive von HTC & Valve, PlayStation VR von Sony Interactive Entertainment, Google Daydream von Google LLC, Pimax 4K von Pimax
- 2017: Oculus Go von Facebook
- 2019: Nintendo Switch mit Nintendo Labo VR von Nintendo, Valve Index von Valve, Pimax 8K von Pimax, Oculus Quest von Facebook

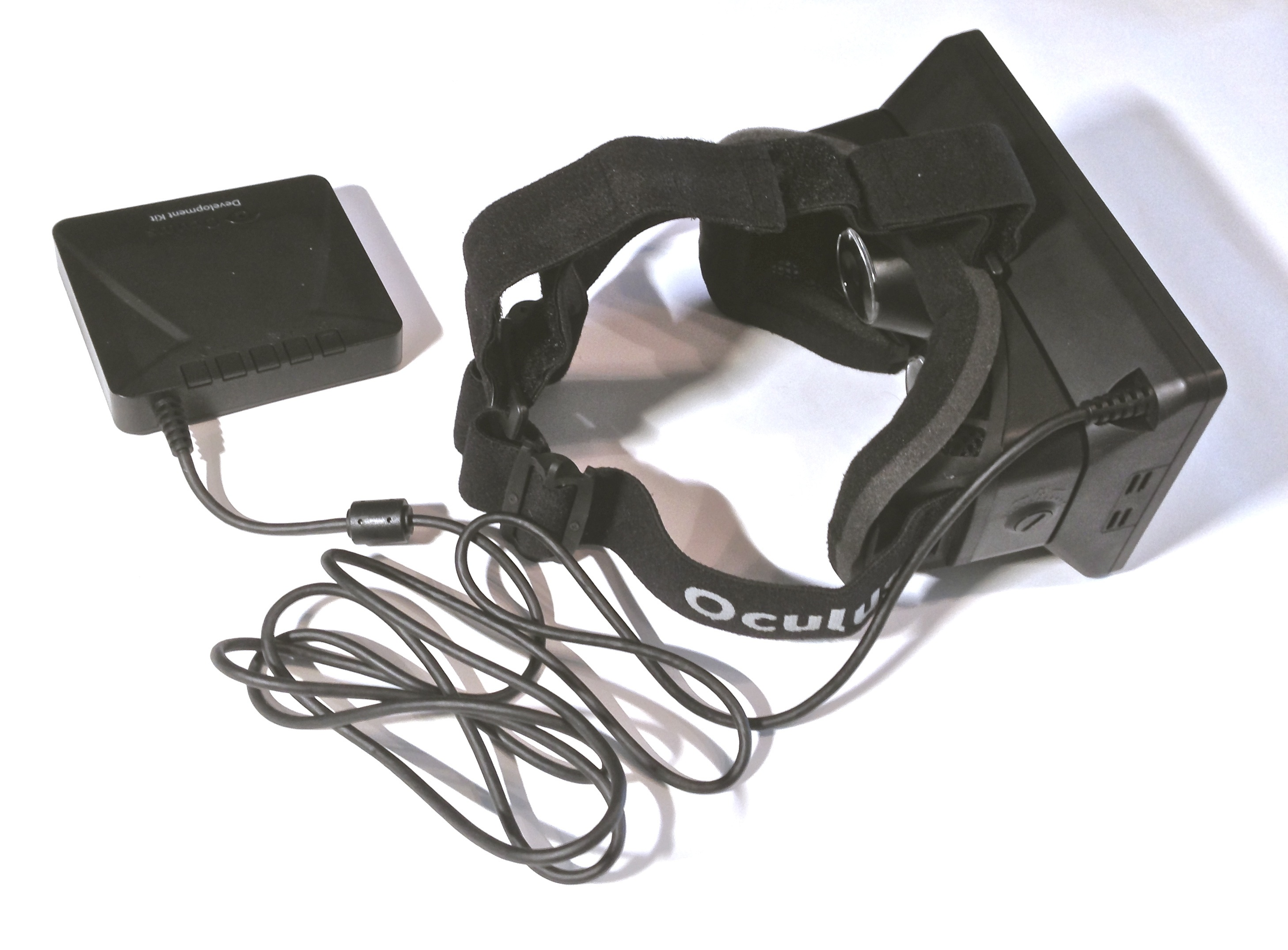
Oculus Rift (2013)
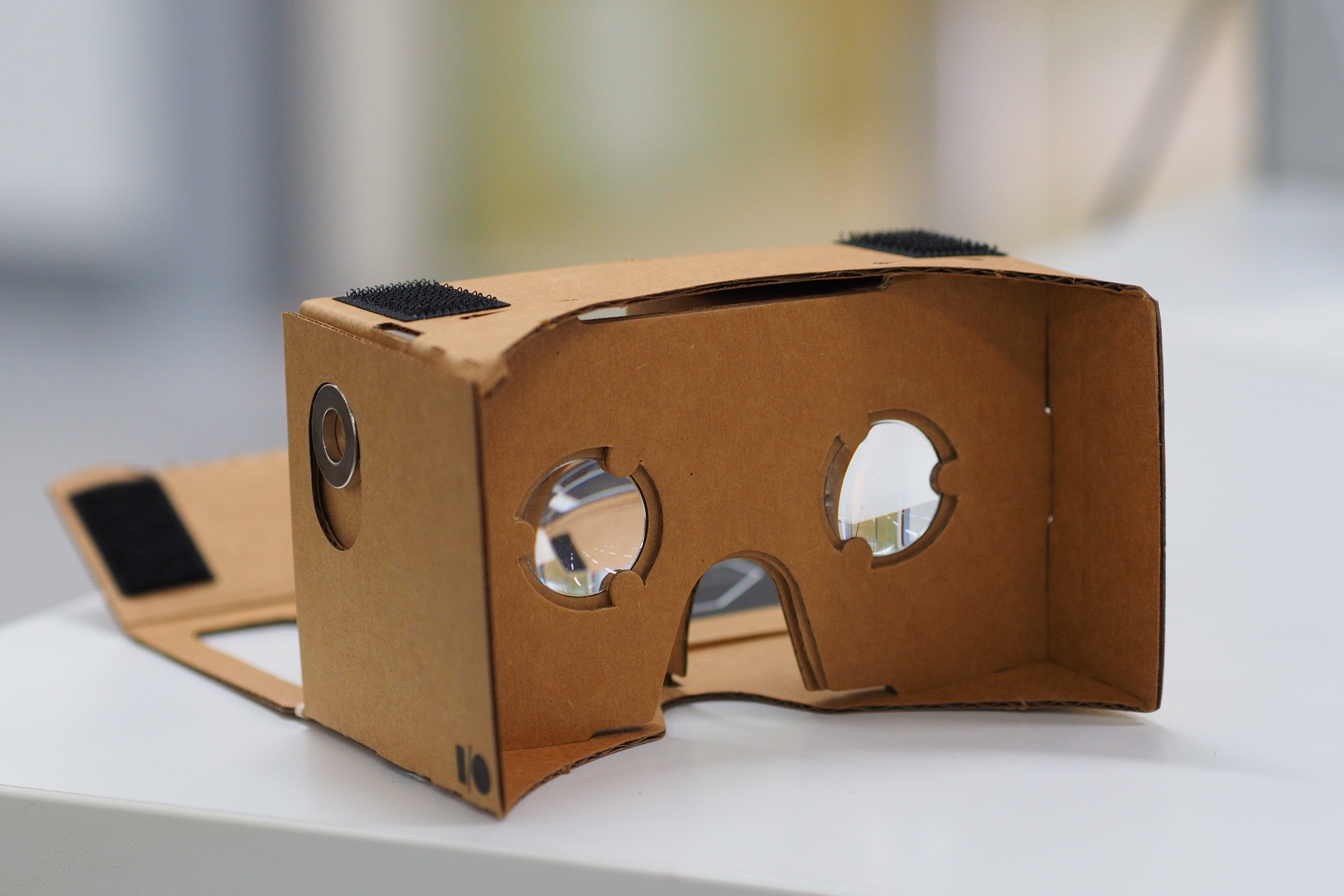
Google Cardboard (2014)
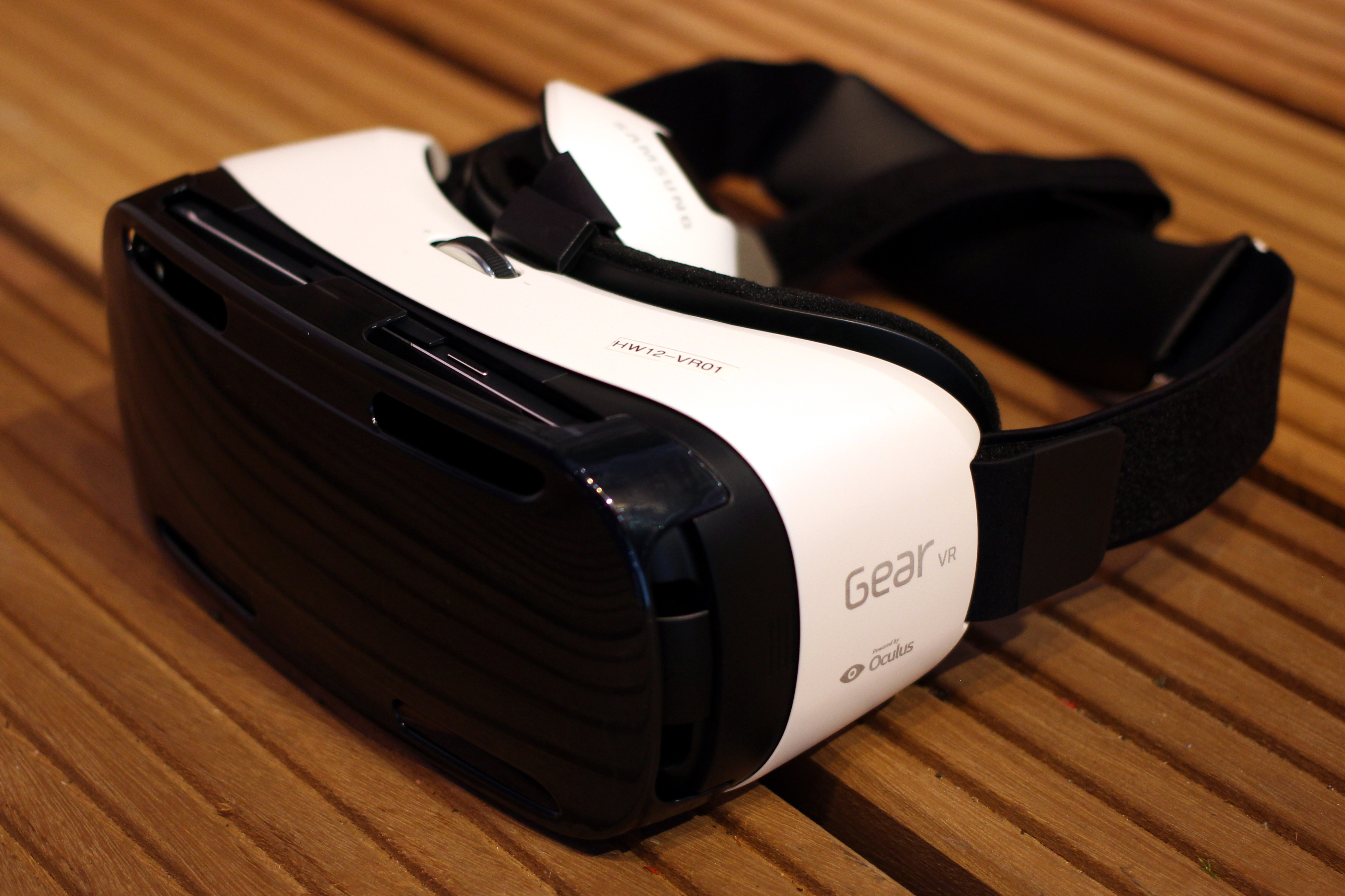
Samsung Gear VR (2015)
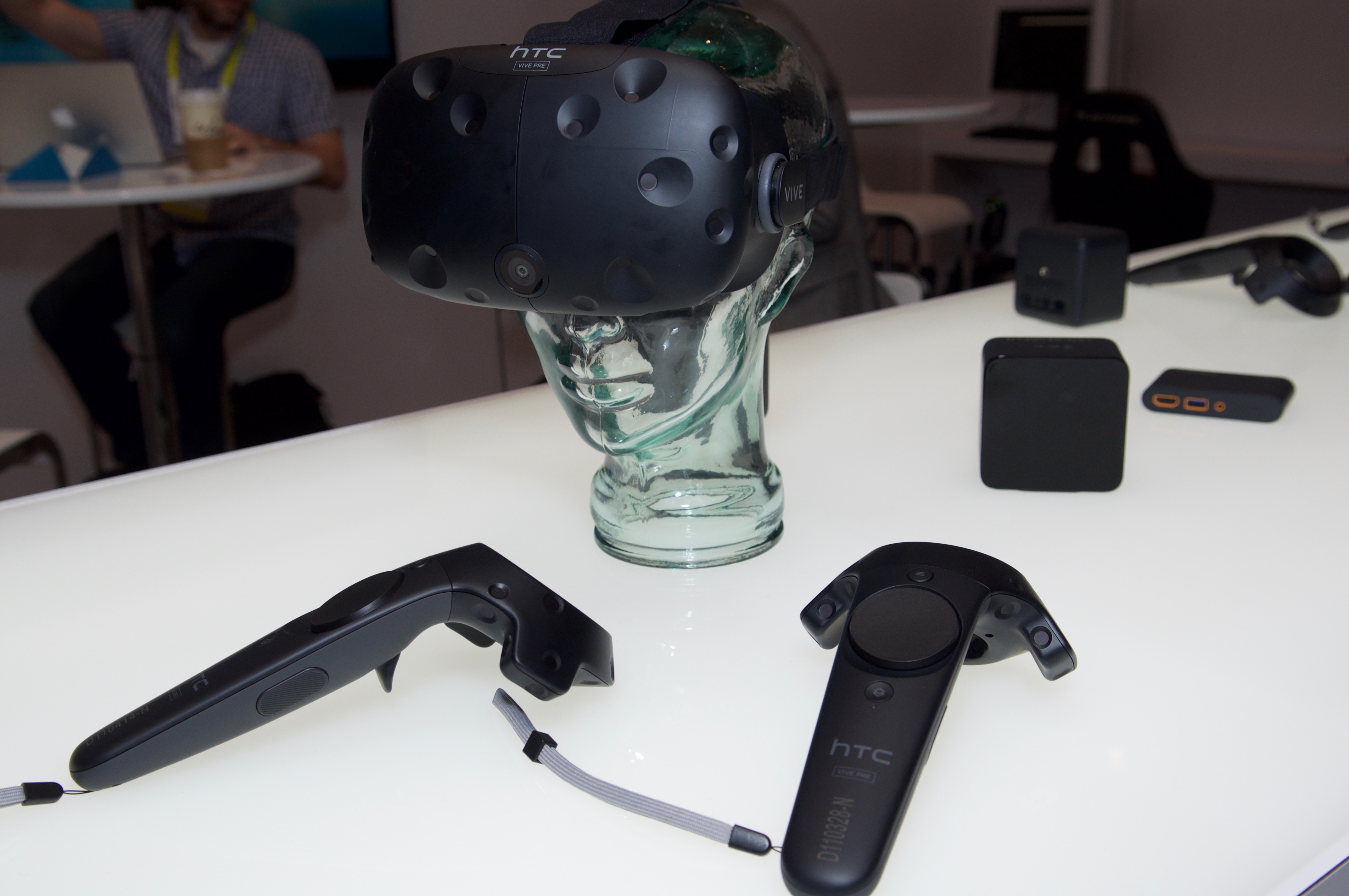
HTC Vive (2016)
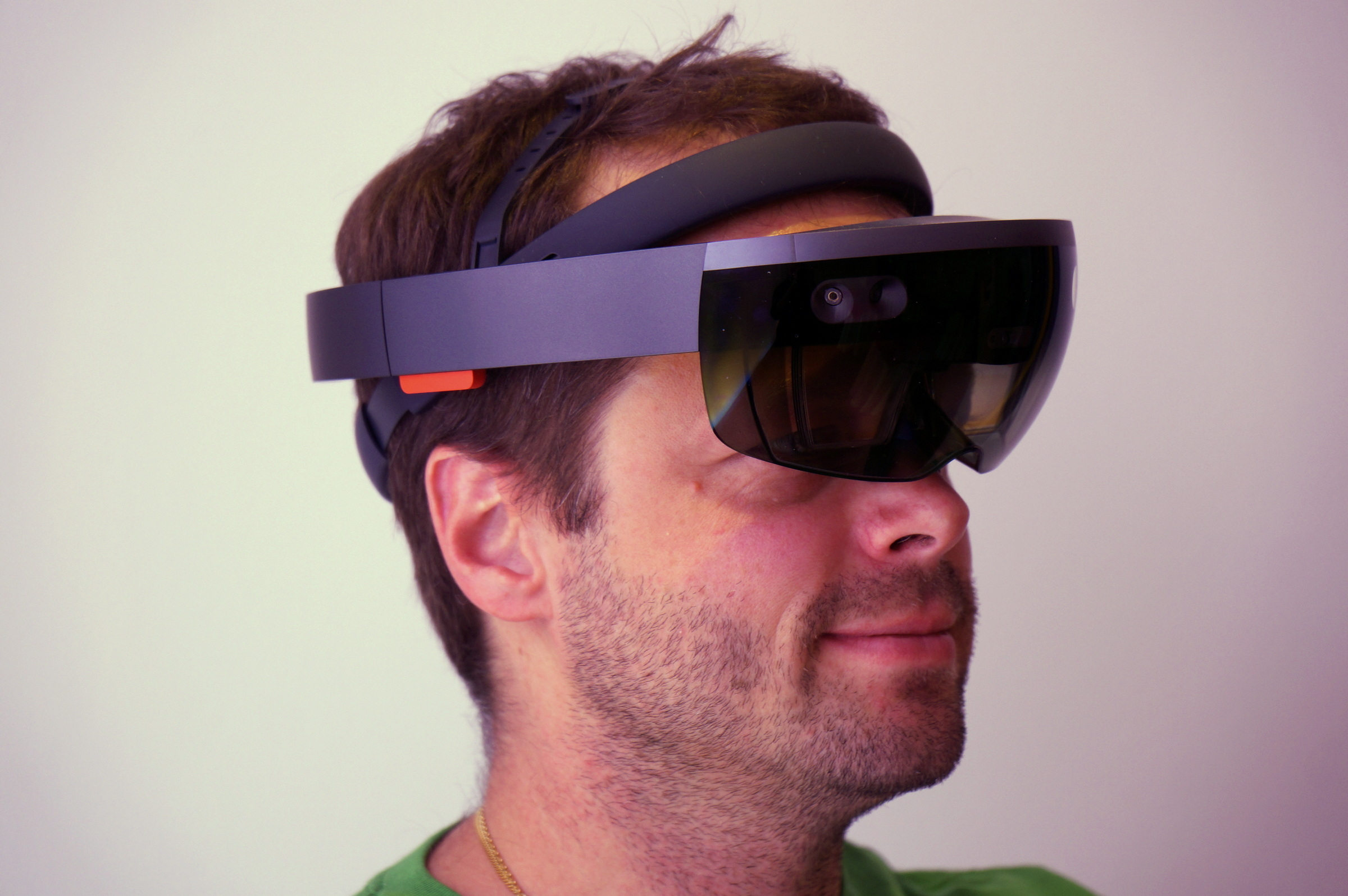
Microsoft HoloLens (2016)
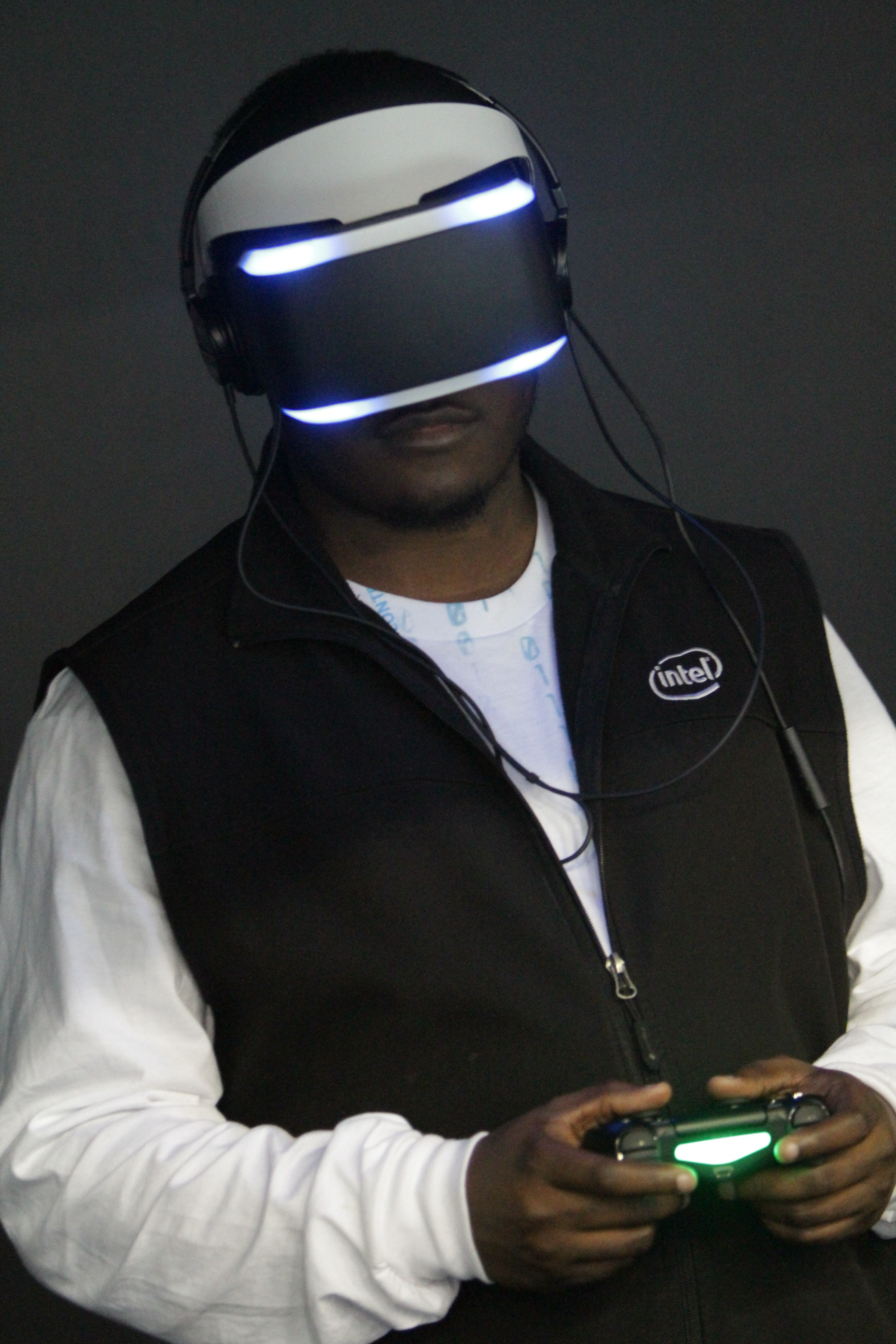
PlayStation VR (2016)

### Exergaming
Mit der Einführung der Kinect für die Xbox 360 im Jahr 2010 wurde die controllerlose Raumerfassung mit einer speziellen Kamera populär. Weiterhin beliebt war außerdem die Wii-Fernbedienung aus der Wii-Reihe. Am 15. September 2010 wurden erstmals die PlayStation-Move-Controller veröffentlicht, die ähnlich wie die Wii-Fernbedienung funktionieren.
Es folgten viele Fitnesstracker, die sowohl im Gaming als auch außerhalb populär wurden. Ebenfalls wurde eine Reihe an Augmented-Reality-Apps für das Smartphone veröffentlicht, wie zum Beispiel Ingress im Jahr 2013 und Pokémon Go im Jahr 2016. Durch das Aufkommen von Head-Mounted Displays wie der Oculus Rift, HTC Vive, PlayStation VR und Samsung Gear, wurde Exergaming auch zum Teil der virtuellen Realität und der virtuellen Rehabilitation/Training. Dadurch sollte mehr Immersion und 360-Grad-Interaktionen mit dem Kopf entstehen. Dafür werden auch spezielle Peripheriegeräte, wie das omnidirektionale Laufband Cyberith Virtualizer verwendet.

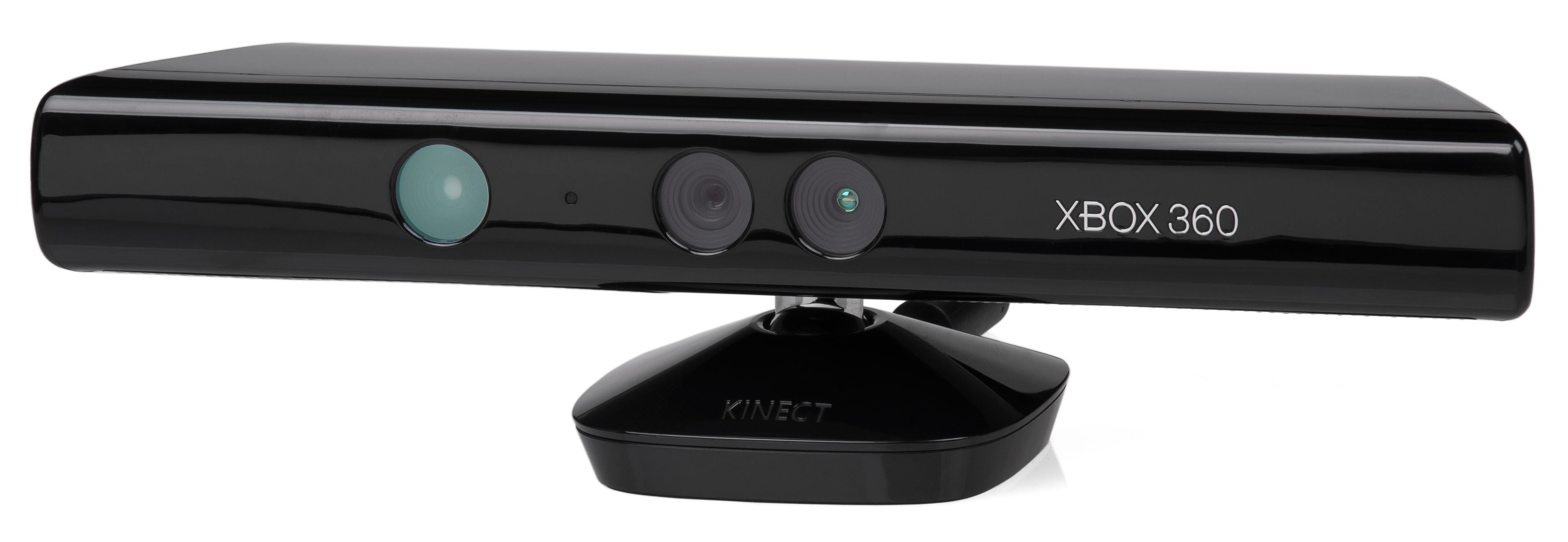
Die Kinect macht das controllerlose Exergaming populär
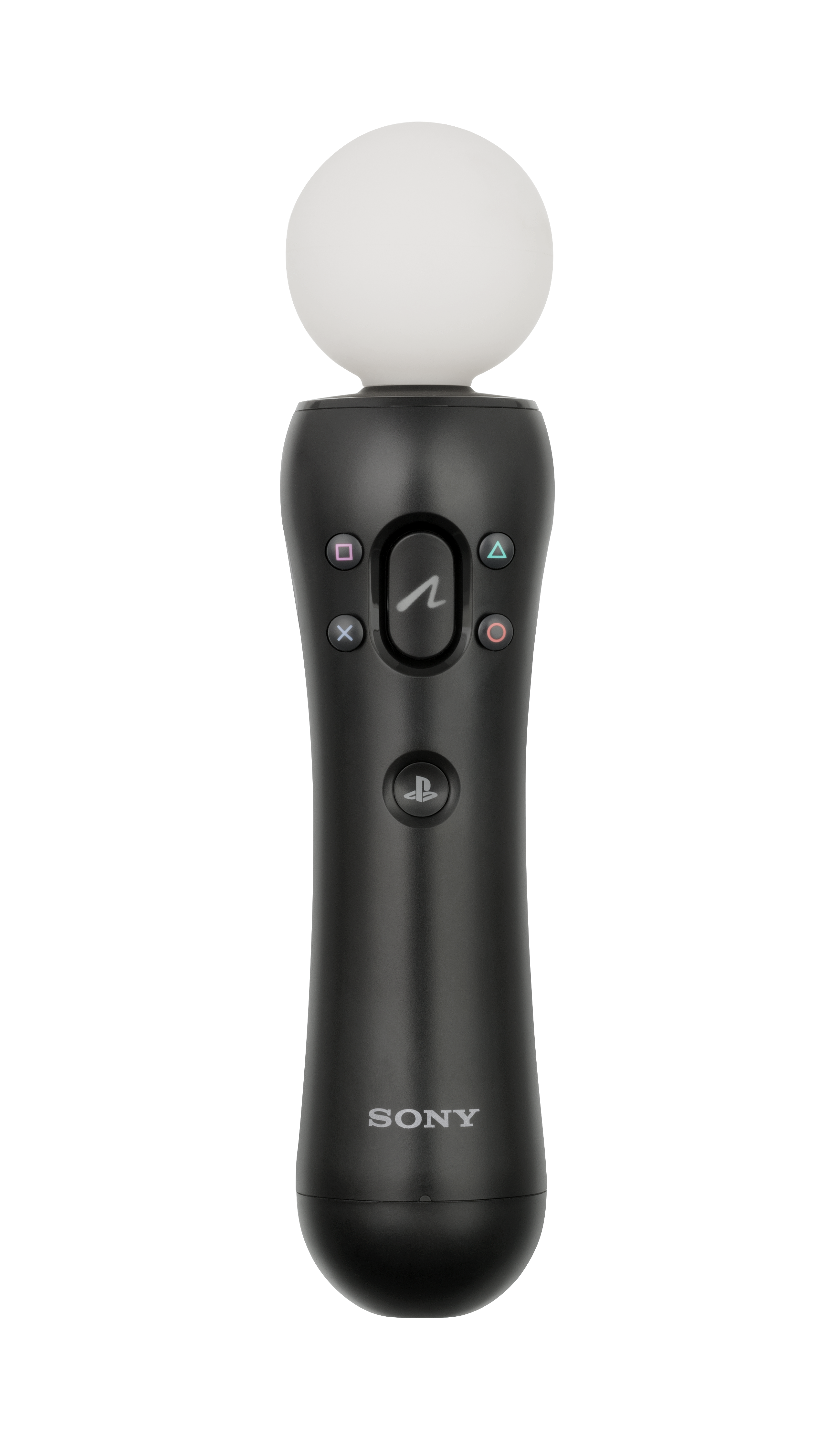
Der PlayStation-Move-Controller.
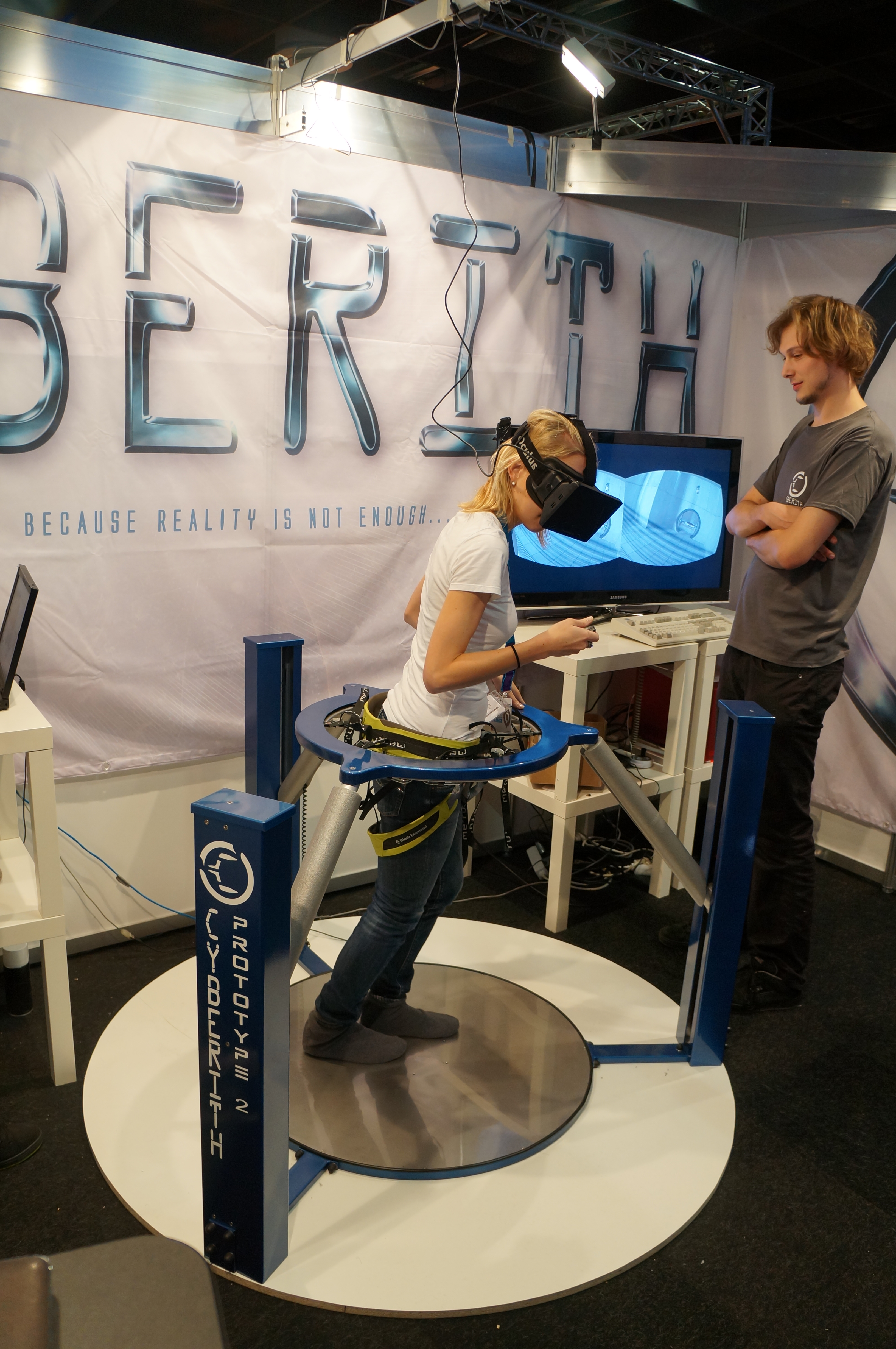
Ein omnidirektionales Laufband mit Oculus Rift, der Cyberith Virtualizer, auf der Gamescom 2013

### Cloud Gaming

Cloud Gaming ist ein Teil des Cloud Computing

Mit dem Voranstreiten des Netzausbaus und der Entwicklung von Cloud Computing und Streaming Media, einstanden in den 2010er-Jahren einige Anbieter für Cloud Gaming. Cloud Gaming bedeutet, dass das eigentliche Spiel und die gespeicherten Daten auf dem Server eines Unternehmens gespeichert werden und die Benutzer das Spiel über eine stabile Internetverbindung spielen. Dadurch wird auch die Verwendung eines optischen Datenträgers ersetzt. Das Gerät zum Abspielen ist dabei meist egal und kann auf einem Computer, einem Smartphone, Tablet oder einer Konsole stattfinden. Allerdings müssen auch noch Latenzzeiten niedriger gehalten werden, um ein flüssiges und hochauflösendes Bild zu behalten.
Im Jahr 2010 debütierte die OnLive-Spielekonsole als erste Konsole, die ausschließlich Cloud-basierte Spiele anbietet. Im Jahr 2013 startete Julie Uhrman eine Kickstarter-Kampagne, um die Finanzierung für ihre Cloud-basierte Spielekonsole Ouya voranzutreiben. Die Ouya übertrafen ihr Ziel, indem sie über 8,5 Millionen US-Dollar sammelte. Sie basiert auf dem Android-Betriebssystem.
Am 7. Januar 2014 startete der Cloud-Gaming-Dienst PlayStation Now für die PlayStation 4.
Der Cloud-Gaming-Dienst Shadow startete Ende 2018 in Deutschland. 2019 wollen sich auch weitere große Hersteller wie Microsoft, Google und Electronic Arts in dem Bereich probieren. So will es Google Stadia (ehemals: Project Stream) 2019 möglich machen, Spielinhalte zu teilen, sodass Spieler diese direkt nachspielen oder mitspielen können. Das gestreamte Bild soll dabei auf einem YouTube-Player erscheinen. Der Dienst soll in einer kostenlosen und kostenpflichtigen Variante erscheinen und erstmals im November 2019 starten.

### Let’s Play und Livestreaming

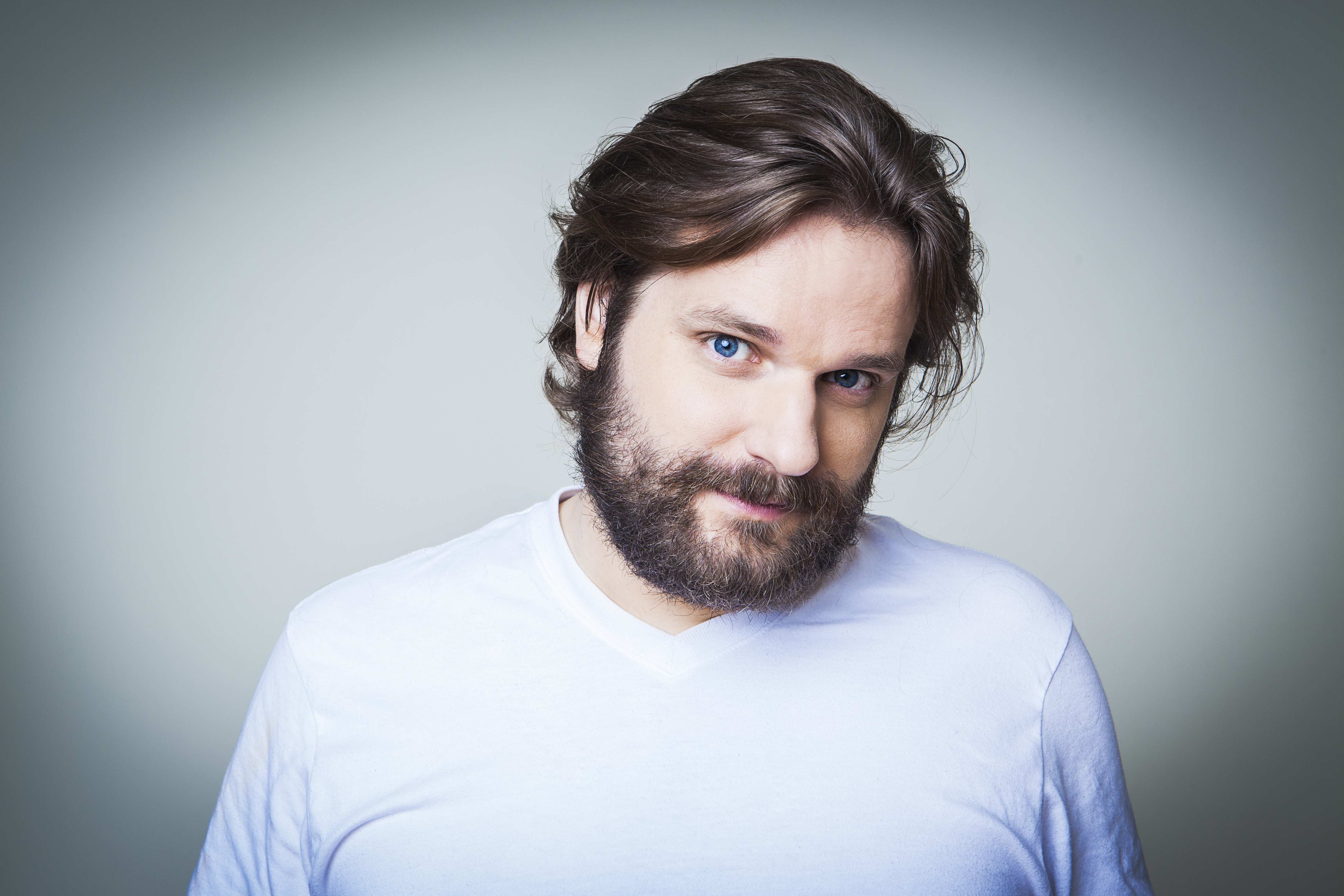
Gronkh ist der größte deutsche Let's Player

Mit der steigernden Beliebtheit der Videoplattform YouTube wurden auch Webvideos mit einem Bezug zu Computerspielen produziert und mit der Zeit immer mehr nachgefragt. Das erste bekannte Let’s Play in Videoform mit Livekommentar wurde am 5. Januar 2007 vom Something-Awful-User Michael Sawyer gestartet.
Das Spiel Minecraft sorgte unter anderem für zahlreiche Spieler, die ihre Erlebnisse und Bauten in Let’s-Play-Videos veröffentlichten und mit der Zeit immer beliebter wurden. Mit der Zeit wurden zu fast jeden Spiel Let’s-Play-Videos veröffentlicht und einige Hersteller unterstützen dabei auch ausgewählte Let's Player.

Twitch-Logo

Auch Streaming Media wurde beliebter und so startete 2007 die Plattform Justin.tv. Der Gaming-Bereich wurde 2011 auf das Live-Streaming-Videoportal Twitch ausgelagert und seit 2014 wird nur auf Twitch weitergeführt. Seither zählt Twitch zu einer der beliebtesten Websites. Im Dezember 2017 belief sich die Anzahl der monatlich aktiven Streamer auf rund 551.000. Aufgrund des Erfolges von Computerspiele-Livestreamdiensten werden diese auch missbraucht, um Troll-Aktionen, Swatting oder Stream Sniping durchzuführen.
Neben normalen Spieler-Streams werden dort vermehrt auch E-Sport-Events gezeigt. Konsolen und Spiele führten entsprechende Funktionen für das Aufnehmen und Senden ein. Zuvor wurden Konsolen- und Handheldspiele mit einem Videograbber aufgenommen.

### Zusätzliche Inhalte und Games as a service
Da viele der Spiele mehr auf Free-to-play und Games as a Service setzen, werden auch kostenpflichtige Zusatzinhalte angeboten, um die Entwicklung zu finanzieren. Dabei wird unterschieden zwischen rein optischen Inhalten wie Skins und Gimmicks und in das Spiel eingreifende Inhalte, wie zusätzliche Waffen und Items. Kann der Spieler sich so einen unfairen Vorteil gegenüber seinen Mitspielern verschaffen wird auch von Pay-to-win gesprochen. In Kritik gerieten dabei häufiger Micro Transactions. 2017 gerieten besonders Lootboxen in die Kritik und lösten eine Medien-Debatte über digitales Glücksspiel aus. In Spielen, die käuflich erworben werden müssen, werden teilweise zusätzliche Inhalte in Form eines Downloadable Content oder Season Pass angeboten. Hierbei wird von Spielern kritisiert, dass eigentliche Spiel abgespeckt wird, um mehrfach Profit durch die Auslagerung zu erhalten.

### Survival- und Sandboxgames und User-generated content

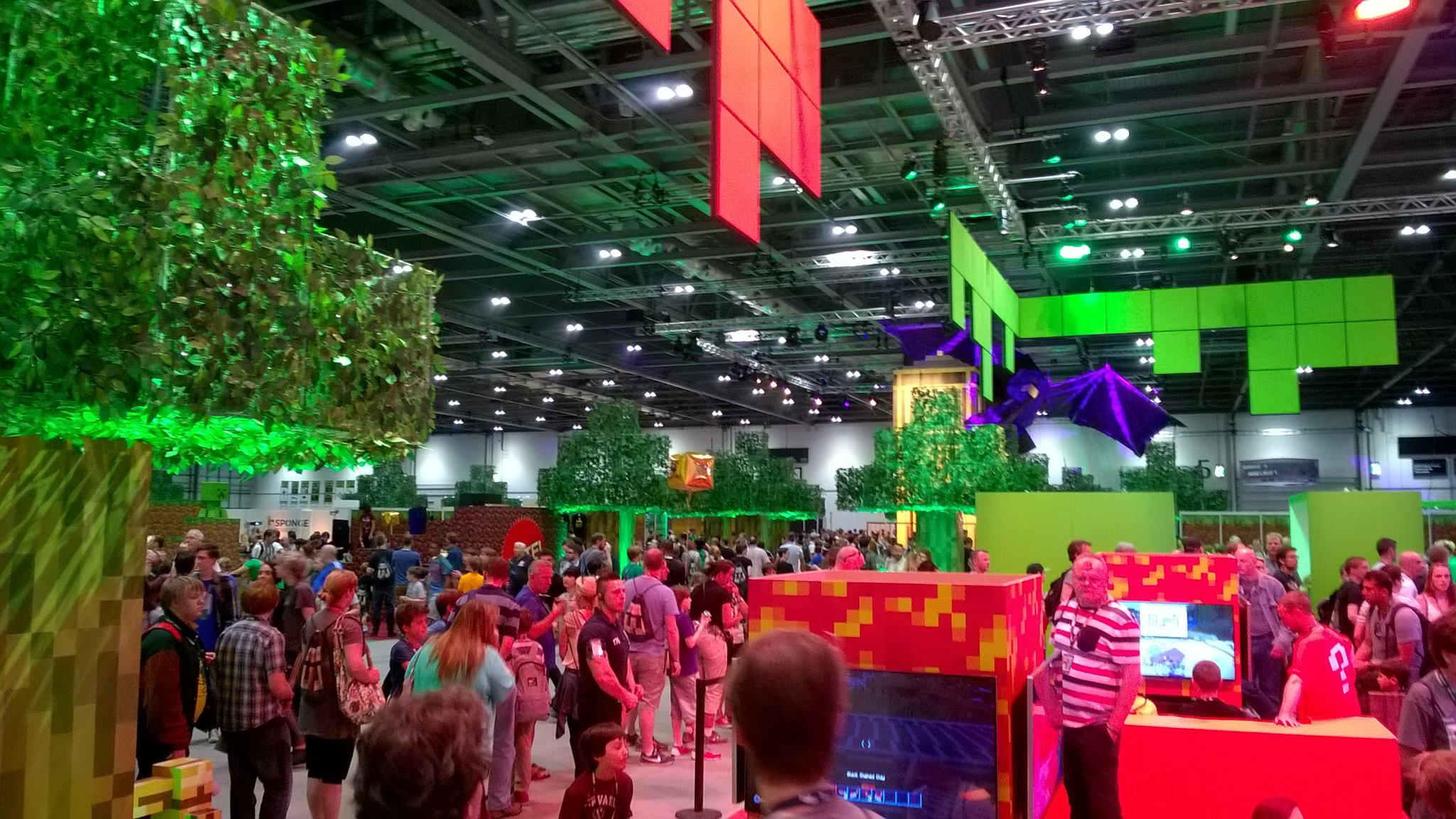
Besucher der MineCon 2015

Mods und User-generated content gibt es schon seit den Anfängen der Computerspiele. Mit dem Aufkommen des Internets wurden auch eigene Spielmodi entwickelt. Da in den 2010er-Jahren mehr auf Sandbox- und Crafting-Mechanismen gesetzt wird und die Entwicklung eigener Inhalte einfacher wurde, entstanden eine Vielzahl eigener Spielmodifikationen und Spielmodi von Spielern. Als einer der ersten großen Spiele in dem Bereich folgten Minecraft aus dem Jahr 2009 und Garry’s Mod aus dem Jahr 2004. Später entstanden eine Vielzahl weiterer Survival und Sandbox-Games wie 7 Days to Die, DayZ, Rust, Stranded Deep, State of Decay, The Forest, Conan Exiles, Scum (Computerspiel), Ark: Survival Evolved, Raft, Scrap Mechanic, Starbound, Stardew Valley, Terraria und Unturned. Weiterhin beliebt waren außerdem Survival-Horror-Spiele wie Amnesia: A Machine for Pigs, Slender – The Eight Pages, The Evil Within, Five Nights at Freddy’s, Hello Neighbor, The Last of Us, Outlast und Until Dawn.
Durch die Einführung von PlayerUnknown’s Battlegrounds und Fortnite im Jahr 2017, entstanden eine Vielzahl an Spielen und Mods, die den Battle-Royale-Spielmodus nutzen. Zuvor gab es bereits Modifikationen für Minecraft und Arma 2, die sich an ähnlichen Konzepten bedienen. In diesem Spielmodus verringert sich der Kartenbereich mit der Zeit und Spieler müssen passende Ressourcen finden, um gegen andere Spieler kämpfen zu können.

### Crossplay
Seit Mitte der 2010er-Jahre erscheinen vermehrt Spieletitel, die ein Zusammenspiel zwischen einzelnen Plattformen wie Computer, Spielkonsole und mobilen Geräten, sogenanntes Crossplay, ermöglichen. Herausforderung für das Crossplay stellen die unterschiedliche Rechnerarchitektur und Performance auf den Plattformen, die verschiedenen Lizenzen und Rechte, abweichende Programmierung bei der Portierung auf die einzelnen Plattformen, sowie die verschiedenen Steuerung auf den einzelnen Plattformen, dar. Ziel ist es daher, dass der Spieler keinen zu großen Vorteil durch das Nutzen einer speziellen Plattform haben soll.

### Touchscreen, Second Screen und hybride und modulare Konsolen
Die Touchscreen-Steuerung wurde in dem Jahrzehnt durch die Multi-Touch-Screen-Technologie zum Standard für Smartphone- und Tablet-Spiele. Auch viele Handheldkonsolen wie der Nintendo DS und deren Nachfolger Nintendo DSi, Nintendo 3DS und Nintendo 2DS oder die PlayStation Vita nutzten den Touchscreen als wichtiges Bedienungselement für Spiele. Ebenfalls wurden Touchscreens auf Gamepads hinzugefügt, wie zum Beispiel auf dem Controller der PlayStation 4.
Nintendo veröffentlichte die Wii U mit einem Gamepad, das über einen zweiten Bildschirm zusätzlich zum Fernseher bzw. Monitorbild verfügte und sich mittels Touchscreen bedienen ließ. Auch der Nintendo DS und deren Nachfolger verfügten bereits über zwei Bildschirme mit unterschiedlicher Verwendung (einer für den Touchscreen und einer als Anzeige).
Das Second-Screen-Prinzip der Wii U wurde auf der Nintendo Switch und mobilen Apps fortgesetzt. Die Nintendo Switch ist außerdem ein Hybrid aus Spielkonsole und Handheld-Konsole und erweiterte damit die Funktion der Wii U, das Bild von Spielen der Konsole im Heimnetzwerk auf das Gamepad übertragen zu können, zu einer eigenständigen Handheld-Konsole, die sich als stationäre Spielekonsole erweitern lässt. Die einzelnen Toy-Cons (Steuereinheiten) der Konsole sollen sich unterschiedlich verwenden lassen und mit Gestellen wie den Sets von Nintendo Labo erweitern lassen. Optische Gestelle gab es bereits für die Nintendo Wii, die neben dem Aussehen eine bessere Haptik und Haltung zur Bewegungssteuerung bieten sollten.

## Spielerstatistiken
Laut der Entertainment Software Association lag das Durchschnittsalter einer Person, die im Jahr 2010 Videospiele gespielt hat bei 30 Jahren. In Deutschland steigt diese Zahl kontinuierlich an und lag im Jahr 2018 bei 36. Unter 9 Jahren spielten im Jahr 2018 ca. 2,7 Millionen Menschen Computerspiele, im Alter von 10 bis 19 5,8 Millionen, im Alter 20 bis 29 Jahre 5,3 Millionen, im Alter 30-39 und 40-49 jeweils 5,5 Millionen und ab 50 Jahren ca. 9,5 Millionen Menschen.
Im Jahr 2018 wurde in Deutschland bei einer Befragung angegeben, dass 43 % der Männer und 40 % der Frauen Computerspiele spielen. Der jährliche Umsatz in der Branche ist von 2009 mit 1808 Millionen US-Dollar Umsatz auf 2388 Millionen im Jahr 2017 angestiegen.
Nach einer Befragung aus dem Jahr 2018 spielten 85 % der Spieler auf einer Konsole oder Handheld, 79 % auf einem Smartphone, 78 % auf einem Laptop, 53 % auf einem Tabletcomputer und 47 % auf einem Desktop-Computer. In einer Befragung, die zwischen 2014 und 2018 stattfand, gaben unter 10 % an, häufig Computerspiele zu spielen, um die 20 % gaben an, ab und zu zu spielen, und 40 % gaben an, nie Computerspiele zu spielen. Im Jahr 2017 lag die Durchschnittspieldauer von Kindern bei 117 Minuten. Im Alter 10-11 Jahre waren es 76 Minuten, im Alter 12-13 Jahre 126 Minuten, im Alter 14-15 Jahre 132 Minuten und im Alter 16-18 Jahre 128 Minuten.

## Anerkennung als Kulturgut in Deutschland
Erst im August 2017 wurden Computerspiele in Deutschland vom Deutschen Kulturrat als Kulturgut anerkannt und unterliegen damit der Kunstfreiheit, was beispielsweise ermöglicht im Rahmen der Kunst auch rechtswidrige Symbole darzustellen wie z. B. das Hakenkreuz. Zuvor mussten solche Spiele verändert oder indiziert werden. Angela Merkel hat darauf zum ersten Mal die Gamescom eröffnet und die Bedeutung für Wirtschaft und Industrie von Computerspielen betont.

## E-Sport

### Entwicklungsgeschichte und wichtige Veranstaltungen

Hearthstone: Heroes of Warcraft, ein beliebter E-Sport-Titel

Am 15. April 2015 wurde die World eSports Association (kurz: WESA) als Sportverband für den E-Sport gegründet. Auch größere Sportvereine wie der 1. FC Nürnberg, VfL Bochum und FC Schalke 04 gründeten E-Sport-Abteilungen ein. Die Zahl der E-Sportler in Deutschland schwankt von Quelle zu Quelle und reicht von nahezu 1.500.000 bis zu über 4.500.000 organisierten E-Sportlern. In Europa werden circa 22.000.000 Spieler dem E-Sport zugeordnet.

Counter-Strike: Global Offensive, ein beliebter E-Sport-Titel

Mit dem Dota-2-Turnier The International und der Riot League of Legends World Championship fanden 2013 zwei Wettkämpfe mit einem Preisgeld von mindestens 2.000.000 US-Dollar statt. Seit dem Jahr 2014 erreicht das The International jedes Jahr ein Preisgeld von über 10 Millionen US-Dollar. Das Turnier ist mit diesem Preisgeld seither der höchstdotierte Wettbewerb seiner Art im E-Sport. Riot, der Konkurrent von Valve im Bereich Multiplayer Online Battle Arena, hat mit der World Championship 2014 das erste Mal ein Turnier länderübergreifend organisiert. Damit verfolgt Riot weiterhin das Ziel, E-Sports-Turniere in großen Sportarenen auszutragen. Außerdem wurde das Finalspiel, wie schon vorher The International 4 auf ESPN3 live gezeigt. Beliebt ist E-Sport hauptsächlich in den Vereinigten Staaten und asiatischen Ländern wie Südkorea, China und Japan.

### Statistiken zur Wirtschaft und Interesse in der Gesellschaft
Die Preisgelder sind von 2010 mit 3,25 Millionen US-Dollar auf 121,1 Millionen US-Dollar im Jahr 2017 angestiegen. Von den 16- bis 24-Jährigen einer Befragung gaben im Jahr 2017 56 % an, E-Sport zu kennen. Bei den 25- bis 34-Jährigen waren es 55 %, bei den 35- bis 44-Jährigen 39 %, bei den 45- bis 54-Jährigen 23 % und bei den Älteren 11 %. Die meisten Fans befinden sich im Alter von 21 bis 35 Jahren mit einem Anteil von 48 %. 10- bis 20-Jährige machen 23 % der Fans aus und 36- bis 50-Jährige 25 %. Von dem 5. bis 10. Juli wurde die ESL One Cologne 2016 in Köln ausgetragen.

### Neue Disziplinen
Neue E-Sport-Disziplin:
- 2009–2010: League of Legends

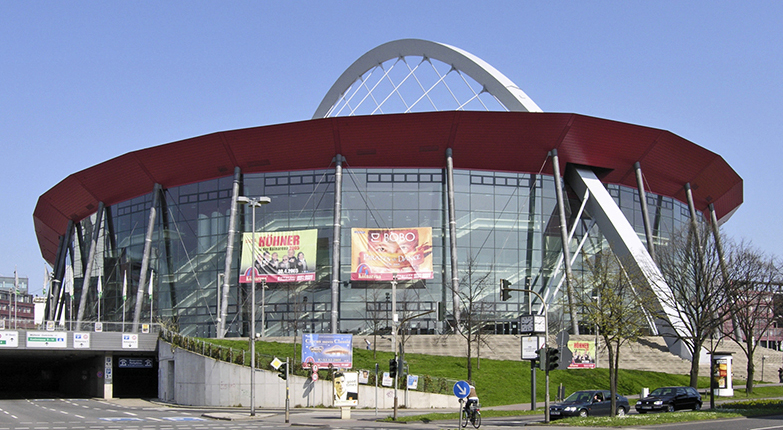
Die Spiele der ESL One Cologne 2016 fanden in der Lanxess Arena statt.

- 2012: Counter-Strike: Global Offensive
- 2013: Dota 2
- 2014: Hearthstone: Heroes of Warcraft
- 2016: Overwatch, Rocket League
- 2017: Paladins, PlayerUnknown’s Battlegrounds, Fortnite
- 2018: Gwent: The Witcher Card Game
- 2019: Landwirtschafts-Simulator, Dota Underlords

## Wichtige Firmen
Nach wie vor dominieren Nintendo, Microsoft und Sony den Konsolenmarkt.
Zu den umsatzstärksten Unternehmen zählten im Jahr 2017:
| Unternehmen           | Umsatz in Milliarden Euro |
| --------------------- | ------------------------- |
| Tencent               | 18,12                     |
| Sony                  | 10,55                     |
| Apple                 | 8,04                      |
| Microsoft             | 7,06                      |
| Activision Blizzard   | 6,51                      |
| NetEase               | 5,58                      |
| Google                | 5,35                      |
| Electronic Arts       | 5,1                       |
| Nintendo              | 3,63                      |
| Bandai Namco Holdings | 2,43                      |

## Online-Dienste

### Vertriebsplattformen
Die beliebteste Online-Vertriebsplattform ist Steam. Weitere bekannte Vertriebsplattformen für Spiele sind Origin, Uplay, GOG.com, Battle.net und der Epic Games Store. Diese versuchen auch Käufer durch spezielle Angebote und Funktionen, exklusive Spielelizenzen, Community-Funktionen, Achievements und Rabatte zu locken. Ein Spiele-Abo wie es bereits mit Netflix für Filme und Serien und Spotify für Musik existiert, wurde von Electronic Arts auf der Plattform Origin mit Origin Access bzw. auf Konsolen mit EA Access und von Microsoft mit dem Xbox Game Pass umgesetzt. Auch Gamekey-Shops werden häufiger genutzt.

### Medien und Kommunikation
Als wichtige Videoplattformen in dem Bereich Gaming gelten zu der Zeit YouTube, Twitch (ehemals Justin.tv), Smashcast und Mixer.
Zum Sprachchat werden meist die Software TeamSpeak oder seit 2015 auch die Plattform Discord verwendet, die mittlerweile über 130 Millionen Nutzer erreicht hat.
Fan-Wikis, Webvideos wie Walkthroughs und Let's Plays und Websites mit Komplettlösungen und Cheats machen es für den klassischen Print-Computerspielejournalismus und Lösungsbücher schwerer ihre Umsatzzahlen beizubehalten und zu steigern.

### Konsolen-Dienste
Auf den Konsolen gibt es entsprechende Online-Dienste wie Xbox Live, das PlayStation Network oder den Nintendo eShop. Eine Modifizierung der Konsole wird weiterhin von Herstellern verboten, unter anderen um illegalen Beschaffungen entgegenzuwirken.
Am 28. Juli 2013 wurden einige Online-Angebote der Wii (WiiConnect24) eingestellt. Am 20. Mai 2014 wurden fast alle Online-Funktionen für die Nintendo Wii und den DS eingestellt. Anfang 2019 wurde der Wii-Shop-Kanal geschlossen.

## Spiele-Entwicklung

### Vereinfachungen in Spiel-Engines und der Contenterstellung
Das Jahrzehnt erweiterte die Spieleentwicklung um Spiel-Engines, die es mit einem Baukasten-System und einer grafischen Programmierung, auch Laien ohne große Kenntnisse in Programmierung, Geometrische Modellierung und Grafikdesign ermöglichen Spiele zu erstellen. Durch Level-Editoren, die von den Entwicklern bereitgestellt werden und Sandbox-Spiele wurde zudem vermehrt User-generated content und Mods zu bereits existierenden Computerspielen erstellt, die oft in bereitgestellten Online-Bereichen getauscht werden können.

### Early access und Crowdfunding
Durch die Popularität von Crowdfunding wurde auch das Veröffentlichen von Spielen in der Early-Access-Phase besonders bei Indie-Entwicklern beliebter, da sie so bereits vor der offiziellen Veröffentlichung Rückmeldungen erhalten.

### Entwicklungssysteme
Wichtige Spiel-Engines und Programmierschnittstellen für die Spieleentwicklung nach Jahr:
- 2008: Frostbite-Engine
- 2009: libGDX
- 2011: Construct 2
- 2012: GameMaker: Studio als Nachfolger von Game Maker
- 2013: AMD Mantle
- 2014: Godot, Unreal Engine 4
- 2015: RPG Maker MV
- 2016: Vulkan (API)

## Wichtige Veranstaltungen
Zu den wichtigsten Messen zählen:
- Gamescom
- Electronic Entertainment Expo
- MineCon
- BlizzCon

## Datenträger / Kosten
Gängige Datenträger sind die DVD, Blu-ray Disc und teilweise noch die CD-ROM. Konsolen und Handhelds setzen je nach Hersteller auf verschiedene Speichermedien wie optische, digitale oder elektronische Datenträger. Außerdem werden verstärkt Spiele aus dem Internet gekauft, heruntergeladen oder direkt online gespielt. Neue Spiele kosten in der Regel etwa 50 bis 70 Euro; die Preise fallen aber oft nach kurzer Zeit. Handheld-Spiele sind meist etwas günstiger. Außerdem gibt es immer mehr kostenlose Spiele wie Freeware oder freie Software.

## Chronik / Wichtigste Spiele des Jahrzehnts
Die folgende Liste führt Computerspiele auf, über die viel berichtet wurde. Nicht enthalten sind mobile Spiele und einige Survival Games, da diese bereits zuvor dargestellt wurden. Einzeltitel von Spielreihen sollen nur in Ausnahmen aufgeführt werden (beispielsweise durch Bestseller-Listen oder nachweisliche technische Innovationen).
- 2010: Alan Wake, Amnesia: The Dark Descent, Fallout: New Vegas, Heavy Rain, Kinect Adventures!, Mafia II
- 2011: Portal 2, The Binding of Isaac, Dark Souls, Dead Island, Deus Ex: Human Revolution, The Elder Scrolls V: Skyrim, Kerbal Space Program, Homefront, L.A. Noire, The Legend of Zelda: Skyward Sword, Minecraft, The Stanley Parable, Terraria, To the Moon
- 2012: Borderlands 2, Counter-Strike: Global Offensive, DayZ, Diablo III, Guild Wars 2
- 2013: Grand Theft Auto V, BioShock Infinite, Arma 3, Dota 2, Hearthstone: Heroes of Warcraft, The Last of Us, The Legend of Zelda: A Link Between Worlds, Payday 2
- 2014: Assetto Corsa, The Crew, The Elder Scrolls Online, Mittelerde: Mordors Schatten, Die Sims 4, Titanfall
- 2015: Black Desert, Cities: Skylines, Fallout 4, H1Z1, The Legend of Zelda: Tri Force Heroes, Life Is Strange, Prison Architect, Rocket League, Super Mario Maker, The Witcher 3: Wild Hunt
- 2016: Overwatch, Mafia III, Uncharted 4: A Thief’s End, Unravel, Doom
- 2017: PlayerUnknown’s Battlegrounds, Fortnite, Ark: Survival Evolved, Cuphead, Titanfall 2, The Legend of Zelda: Breath of the Wild
- 2018: Red Dead Redemption 2, Detroit: Become Human, Battlefield V
- 2019: Apex Legends, Star Wars Jedi: Fallen Order, Anno 1800, Death Stranding

Beliebte Reihen waren Assassin’s Creed, Battlefield, Call of Duty, Forza Motorsport, Pokémon, Need for Speed, Five Nights at Freddy’s, Far Cry, Mario Kart, Final Fantasy, Die Sims, Resident Evil, Dead Rising, F1, God of War, Dark Souls, Halo, WWE, Mass Effect, FIFA und Total War.